# アイダホ州
座標: 北緯45度 西経114度 / 北緯45度 西経114度

アイダホ州
State of Idaho

州の愛称: 宝石の州
Gem State州のモットー: 不滅ならんことを
Esto Perpetua

アイダホ州（アイダホしゅう、英: State of Idaho [ˈaɪdəhoʊ] ( 音声ファイル)）は、アメリカ合衆国北西部のロッキー山脈にある州。州の北はカナダ国境（ブリティッシュコロンビア州）に接し、東はモンタナ州とワイオミング州に、西はワシントン州とオレゴン州に、南はネバダ州とユタ州に接している内陸の州である。
州の大部分が山岳地帯の州であり、面積では全米50州の中で14位、アメリカ北東部のニューイングランド地方の面積よりも広い。農業と共に林業、鉱業が盛んである。近年は自然を活かした観光業なども州の大きな収入源になっている。コロンビア川とスネーク川のダムや閘門が整備されたことで、州西端にあるルイストン市は大陸アメリカ合衆国の太平洋岸から最も内陸にある海港になっている。
州都および最大都市はボイシである。
2020年国勢調査に拠れば、州人口は1,839,106人で、全米第38位である。アイダホ州の愛称は「宝石の州」であり、ほとんどあらゆる種類の宝石が州内で見つかっている。さらに、スター・ガーネットが見つかった世界で2か所しかない場所の1つであり、六角スター・ガーネットが見つかったのはここだけである。
また、「ジャガイモの州（Potato State）」と呼ばれることからわかるようにジャガイモの栽培が盛んでありアイダホ産ジャガイモの団体商標を所有する州政府の機関としてアイダホ州ジャガイモ委員会という組織が存在しており、同組織がフライドポテトの匂いがする香水を2022年に販売したことがある。
州のモットーはラテン語のEsto Perpetua （不滅ならんことを）である。
| 家庭で話される言語（アイダホ州） 2010 | 家庭で話される言語（アイダホ州） 2010 | 家庭で話される言語（アイダホ州） 2010 | 家庭で話される言語（アイダホ州） 2010 | 家庭で話される言語（アイダホ州） 2010 |
| ------------------------------------- | ------------------------------------- | ------------------------------------- | ------------------------------------- | ------------------------------------- |
|                                       |                                       |                                       |                                       |                                       |
| 英語                                  | 英語                                  |                                       | 89.71%                                | 89.71%                                |
| スペイン語                            | スペイン語                            |                                       | 7.65%                                 | 7.65%                                 |

| 人種構成（アイダホ州） 2010 | 人種構成（アイダホ州） 2010 | 人種構成（アイダホ州） 2010 | 人種構成（アイダホ州） 2010 | 人種構成（アイダホ州） 2010 |
| --------------------------- | --------------------------- | --------------------------- | --------------------------- | --------------------------- |
|                             |                             |                             |                             |                             |
| 白人                        | 白人                        |                             | 84.0%                       | 84.0%                       |
| ヒスパニック                | ヒスパニック                |                             | 11.2%                       | 11.2%                       |
| インディアン                | インディアン                |                             | 1.4%                        | 1.4%                        |
| アジア系                    | アジア系                    |                             | 1.2%                        | 1.2%                        |
| 黒人                        | 黒人                        |                             | 0.6%                        | 0.6%                        |
| 混血                        | 混血                        |                             | 2.5%                        | 2.5%                        |

## 名前の由来
アイダホは悪戯の結果から名づけられた唯一の州であると言われているが、正確な由来は神話の中に留まったままである。1860年代初期、ロッキー山脈中の新しい準州の名称を決めようとしていたときに、奇抜なロビイストジョージ・ウィリングが「アイダホ」をショショーニ・インディアンの言葉で「山から昇る太陽」あるいは「山々の宝石」の意味であるとして提案した。しかしこれは後にウィリング自作の造語であったことが明らかになった。連邦議会は1861年2月に一旦この地域の名前を「コロラド準州」とすることに決めた。現在のコロラド州では、議会が「アイダホ」という名前を採用することに先行しようとして、ある町の名前を「アイダホ・スプリングス」と名付けた。

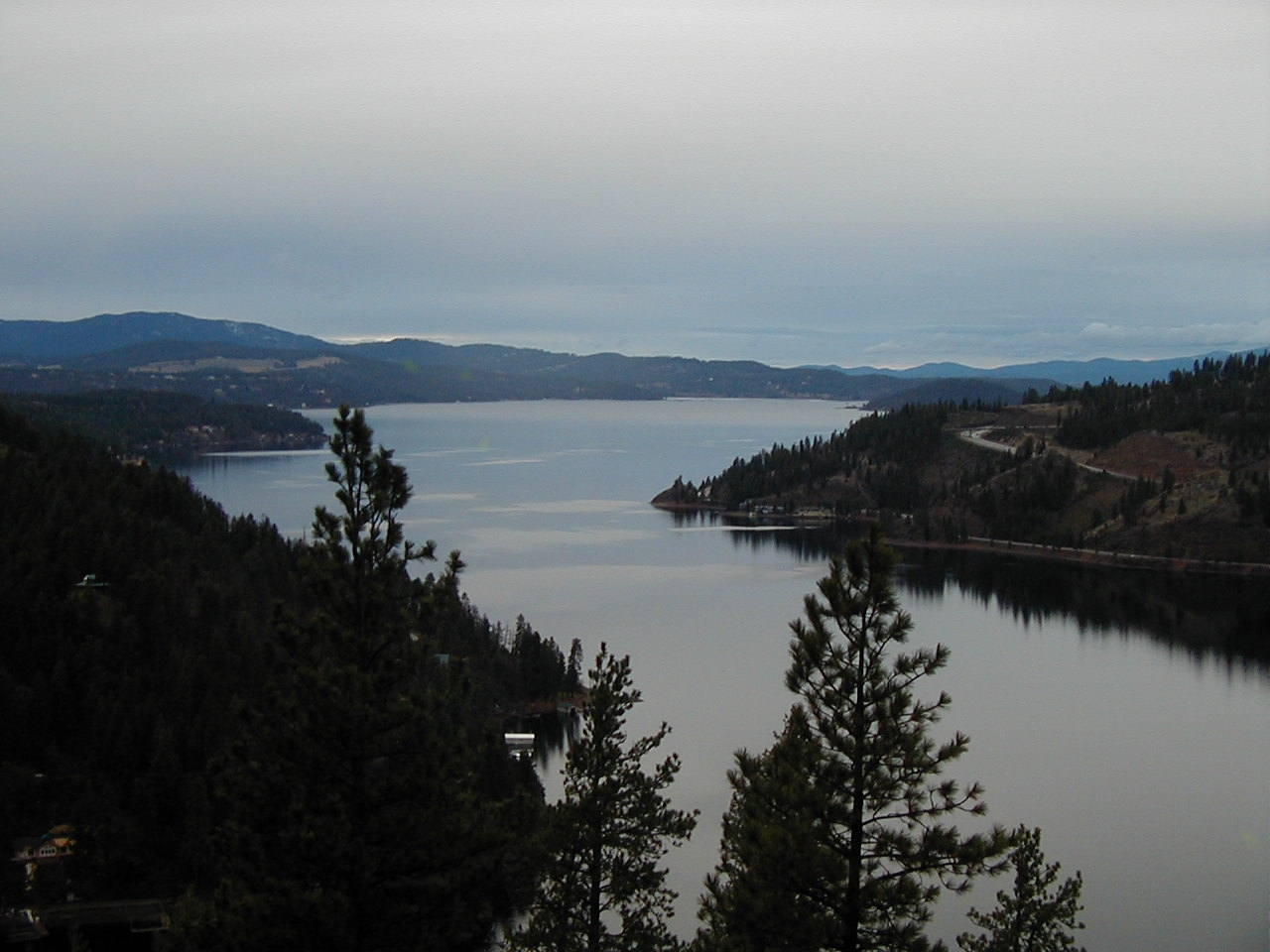
アイダホ州北部のコー・ダリーン湖

しかし、「アイダホ」という名前はそのまま進まなかった。連邦議会がコロラド準州（現在のコロラド州）を創設したのと同じ年に、ワシントン準州東部にアイダホ郡と呼ぶ郡が創られた。この郡名は1860年にコロンビア川で進水した蒸気船の名前を採ったものだった。この蒸気船がウィリングの創作が露見したよりも前に名付けられたのか、あるいは後に名付けられたのかは不明のままである。それでもアイダホ郡を含むワシントン準州東部から1863年にアイダホ準州が創設された。
名前の由来に関する証拠が無いままに、20世紀以降の多くの文献では、ウィリングがショショーニ語の "ee-da-how" から「アイダホ」を派生させたという証言を事実として記録している。
「アイダホ」という名前は平原アパッチ族の「敵」を意味する "ídaahę́" から出てきた可能性がある。コマンチェ族はこの言葉をアイダホ準州を呼ぶときに使った。
アイダホ州の歴史教科書は次のようになっている。
| 「 | 「アイダホ」はショショーニ・インディアンの感嘆詞である。この言葉は3つの部分がある。最初は "Ee" であり、「降りてくる」という意味を表す。2つめは "dah" であり、ショショーニ語で「太陽」と「山」の双方を表す語幹あるいは語基である。3つめは "how" であり、驚きを意味し、ショショーニ語では感嘆符 (!) と同じ意味を表している。ショショーニ語では "Ee-dah-how" であり、インディアンの思考では「注意せよ！太陽が山から降りてくる」ということになる。 | 」 |

## 歴史
アイダホ州の地域には14,500年ほど前に人類が居たと考えられている。1959年、ツインフォールズ市に近いウィルソン・ビュート洞穴を発掘したとき、鏃など人間の活動の証拠が現れ、北アメリカ大陸では最古級の人工物とされた。その後州北部ではネズ・パース族インディアンなどが、州南部では北部および西部ショショーニ族インディアンなどが支配していた。
フランス系カナダ人の罠漁師がこの地域に入ってきたことは今日まで残る地名に表されている。すなわちネズパース、コー・ダリーン、ボイシ、パイエットなどであり、ルイス・クラーク探検隊やアストリアの探検隊がこの地域に入る以前から存在していた。これら探検隊にもその地理に詳しいことで採用されたフランス人やメティスのガイドがかなり多く含まれていた。
ルイス・クラーク探検隊は1805年に太平洋に向かう途中と1806年の帰路でアイダホ地域を通過した。どちらも大半はクリアウォーター川を辿って行った。先住民以外で最初の集落は1909年に北西会社のデイビッド・トンプソンがポンダレイ湖岸に毛皮交易のために設立したクリースペル・ハウスだった。1812年、当時太平洋毛皮会社のために働いていたドナルド・マッケンジーが現在のルイストンに近いクリアウォーター川下流に基地を設立した。この基地は「マッケンジー・ポスト」あるいは「クリアウォーター」と呼ばれ、太平洋毛皮会社が1813年に北西会社に買収されるまで続き、その後は放棄された。現在のアイダホ州内で最初の組織化された集落の試みは1860年に設立されたものだった。最初の恒久的で、その後に法人化された町は1861年のルイストンだった。
アイダホの地域はオレゴン・カントリーの一部として、アメリカ合衆国とイギリスの双方が領有を主張していたが、1846年にアメリカ合衆国が議論を残さない方法で支配権を取得した。1843年から1849年まで、現在のアイダホ州は事実上オレゴン暫定政府の支配下に置かれた。オレゴンが州になり、当初のオレゴン準州に含まれ新州に入らなかったアイダホなどの地域はワシントン準州とされた。
このときから1863年7月4日にルイストンでアイダホ準州が設立されるまでの間、現在のアイダホ州の部分はオレゴン、ワシントンおよびダコタの各準州に含まれていた。新しいアイダホ準州には現在のアイダホ州の他にモンタナ州、およびワイオミング州の大半が含まれていた。
準州都が違法行為と混乱のうちに1864年12月にルイストンを離れ、1865年1月にボイシに移されたこと、1877年にモルモン教の一夫多妻実行者がアメリカ合衆国最高裁判所から公民権を剥奪されたこと、およびネバダ州が1863年から先に州になっていたことなど準州として幾らかの困難さを経た後、アイダホ州は1890年に州に昇格した。州の経済は鉱業に支えられていたが、後には農業、林業および観光業に移っていった。
近年のアイダホ州は観光業と農業の州としての基盤に科学技術産業を加えて拡大している。科学技術産業は州内の産業の中で最大（州の所得の25%以上）となり、農業、林業、鉱業を合わせたよりも大きくなった。
アイダホ州歴史協会やその他多くの地方歴史協会と博物館はアイダホ州の文化遺産を保存し、宣伝に努めている。

## 地理

アイダホ州の地形図

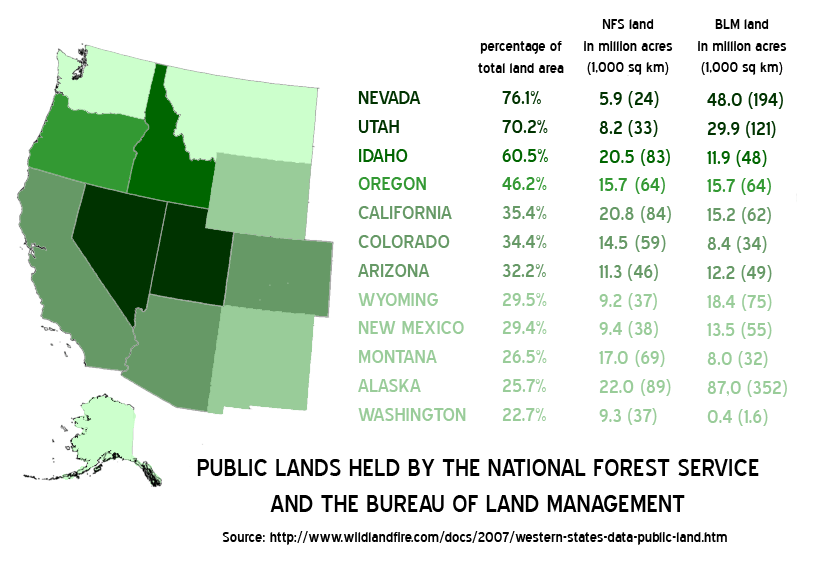
アイダホ州の土地の60％は合衆国森林局あるいは土地管理局が保有している。全陸地に占めるその比率としては国内でも高い方である。

アイダホ州はワシントン州、オレゴン州、ネバダ州、ユタ州、モンタナ州、ワイオミング州およびカナダのブリティッシュコロンビア州 (アイダホ州とカナダの国境は長さ48マイル (77 km)) と境界を接している。
その景観は起伏が激しく、国内でも有数の自然を残した地域がある。例えば、フランクチャーチ・帰らざる川原生地域は広さが230万エーカー (92,000 km2) あり、大陸アメリカ合衆国の中では最大の一続きの保護原生地である。位置的にはロッキー山脈の中にあり、豊富な天然資源と美しい景観がある。雪を抱いた山脈、急流、広大な湖および急峻な峡谷がある。スネーク川の水流は合衆国の中でも最も深い谷となっているヘルズ峡谷を抜けている。
ショショーニ滝はナイアガラ滝よりも高い岩の崖から流れ落ちている。主要河川としてはスネーク川、クラーク川すなわちポンダレイ川、クリアウォーター川、サーモン川がある。その他重要な川としては、コー・ダリーン川、スポケーン川、ボイシ川、ペイエット川がある。サーモン川はヘルズ峡谷からスネーク川に入り、その北岸はルイストンが郡庁所在地となっているネズパース郡の南側郡境となっている。クリアウォーター川とスネーク川の合流点にあるルイストンの港は、太平洋岸のオレゴン州アストリアから川沿いに465マイル (750 km) 入った最も内陸の海港である。
アイダホ州の最高点（標高12,662 フィート, 3,862 m）はマッケイの北、ロストリバー山地のボーラ峰である。アイダホ州の最低地点はクリアウォーター川がスネーク川に合流しワシントン州に流れ込む地点にあるルイストンである。ソートゥース山脈はアイダホ州の最も有名な山脈と考えられている。その他の山脈としては、ビタールート山地、ホワイトクラウド山脈、ロストリバー山地、クリアウォーター山脈およびサーモンリバー山脈がある。
アイダホ州には標準時間帯が2つある。ボイシ都市圏、アイダホフォールズ、ポカテッロおよびツインフォールズが入っている南部は山岳部標準時である（立法上のあやで理論的にこの地域を中部標準時としたが、2007年の改定でこの誤りが修正された）。サーモン川の北側、コー・ダリーン、モスコー、ルイストン、サンドポイント各市のある地域が太平洋標準時である。この地域はワシントン州第2の都市であるスポケーン市が近く、商業的にも文化的にもワシントン州を中心に展開している。

### 国立公園、保存地、保護区、歴史史跡

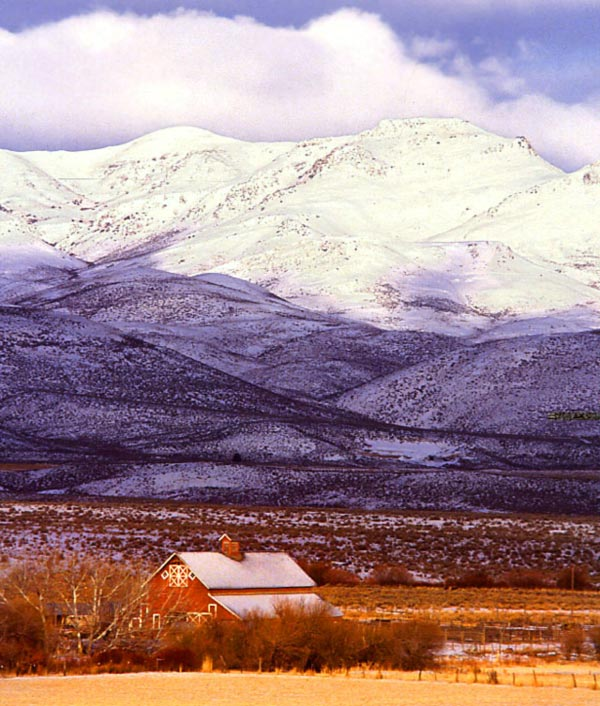
ボイシの南西50マイル (80 km) にあるオワイヒー山脈のレイノルズ・クリーク実験水域

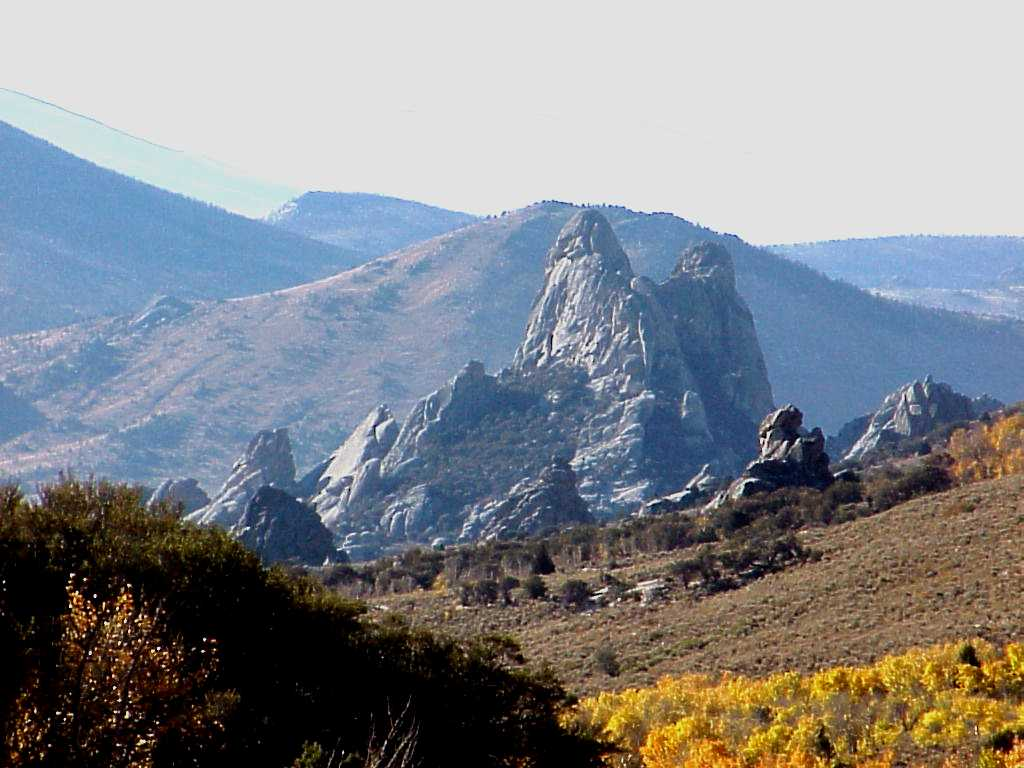
シティ・オブ・ロックス国立保存地
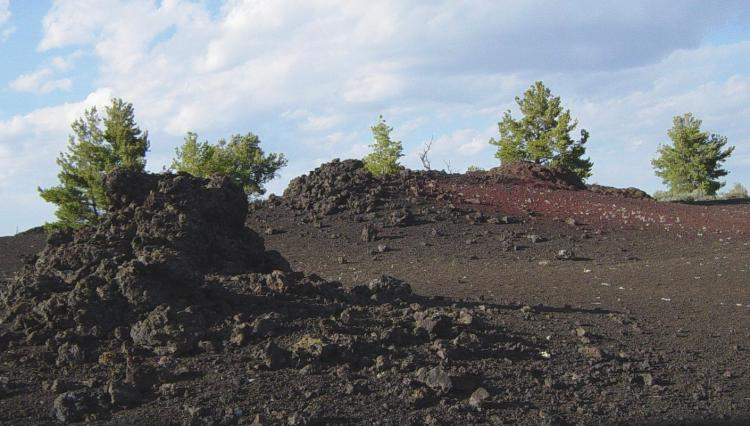
月のクレーター国立保護区
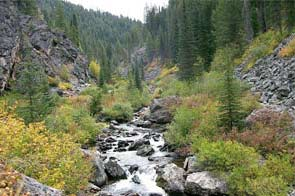
屈曲した小川
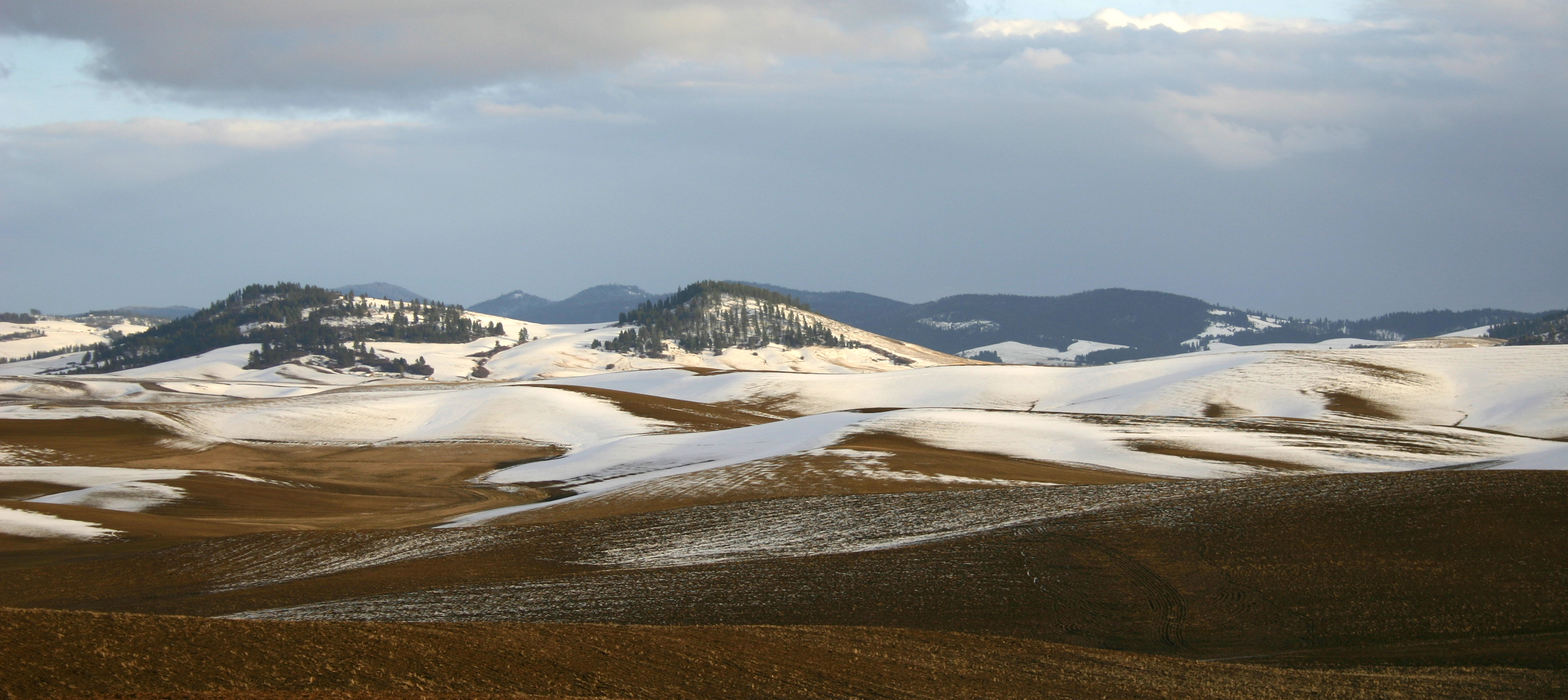
州北部のパルース地方

- カリフォルニア国立歴史トレイル
- シティ・オブ・ロックス国立保存地
- 月のクレーター国立保護区
- ヘイガーマン化石層国立保護区
- ルイス・クラーク国立歴史トレイル
- ミニドカ国立歴史史跡
- ネズパース国立歴史公園
- オレゴン国立歴史トレイル
- イエローストーン国立公園

### 国立レクリエーション地域
- ヘルズ峡谷国立レクリエーション地域
- ソートゥース国立レクリエーション地域

### 国立野生生物保護区
- ベアレイク国立野生生物保護区
- キャマス国立野生生物保護区
- ディアフラット国立野生生物保護区
- グレイズレイク国立野生生物保護区
- クーテナイ国立野生生物保護区
- ミニドカ国立野生生物保護区

### 国立保存地域
- スネーク川猛禽類国立保存地域

### 州立公園

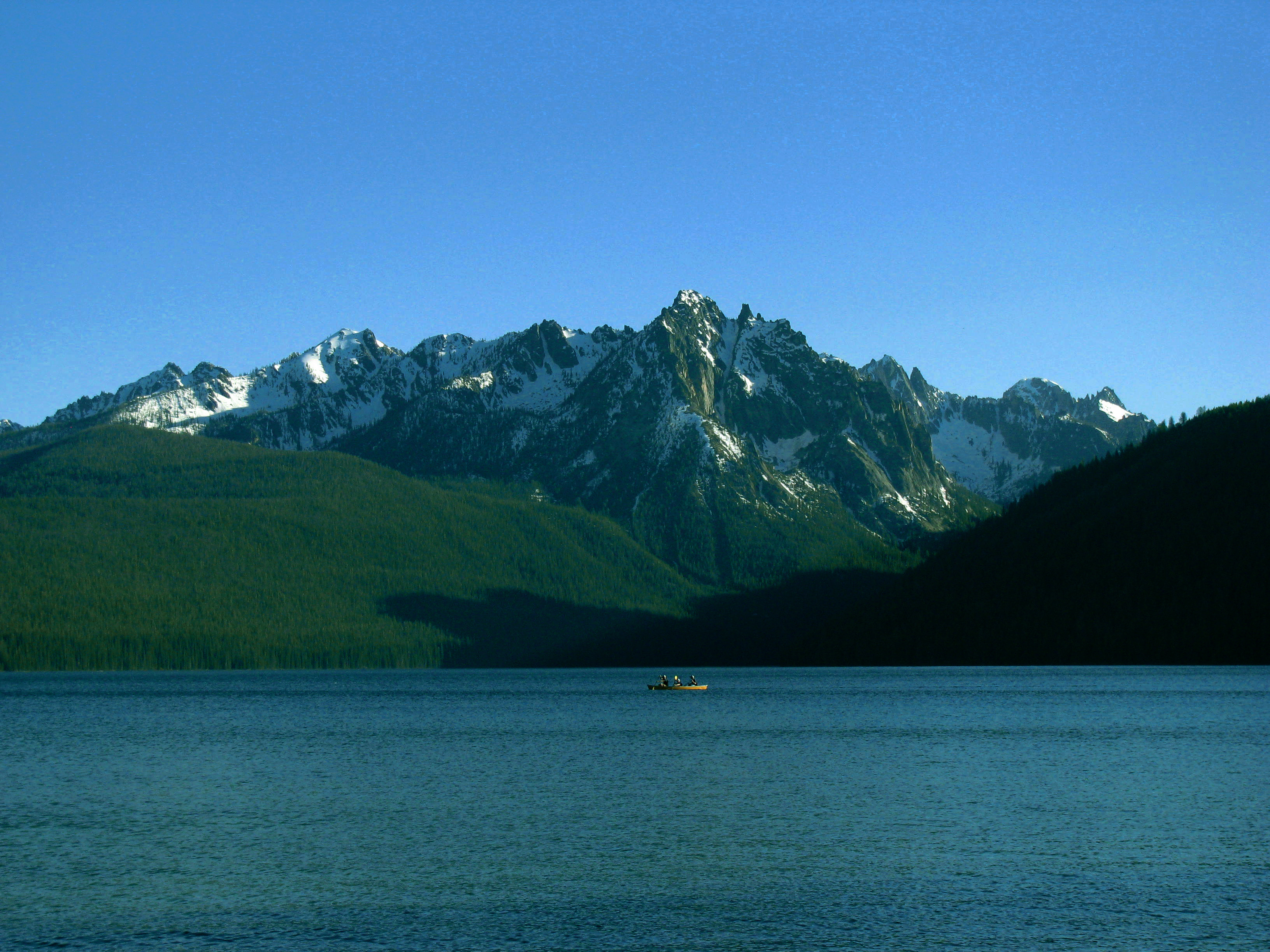
州中部にあるレッドフィッシュ湖

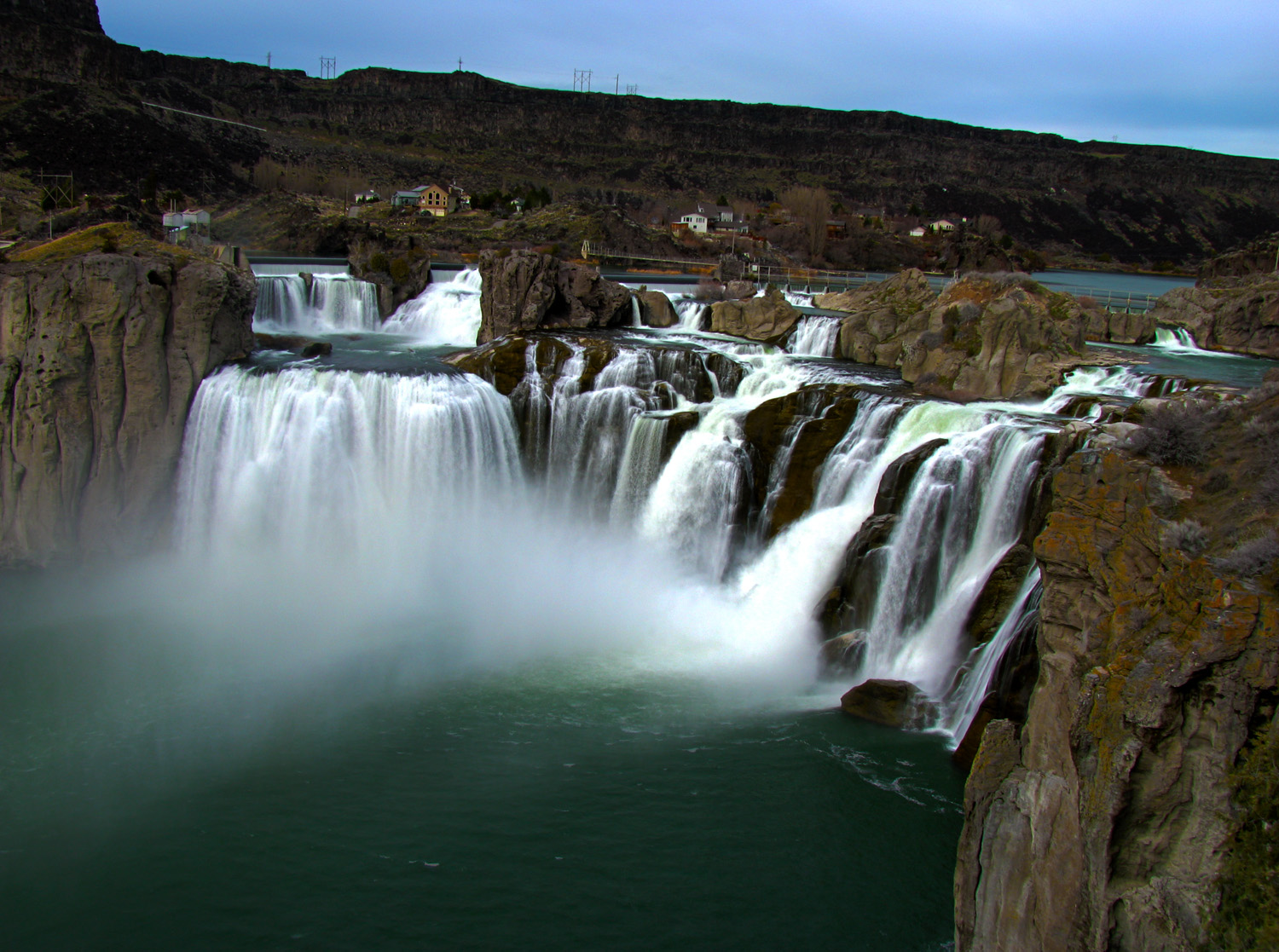
州南部のショショーニ滝

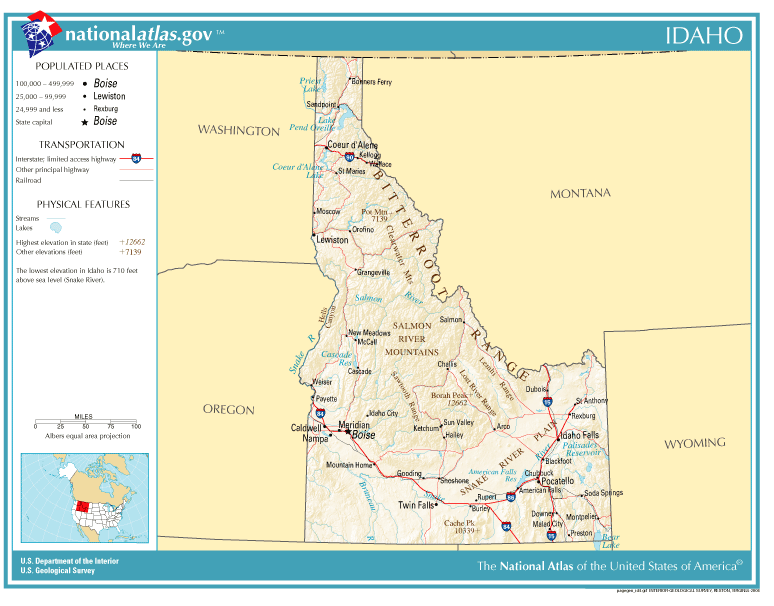
アイダホ州地図

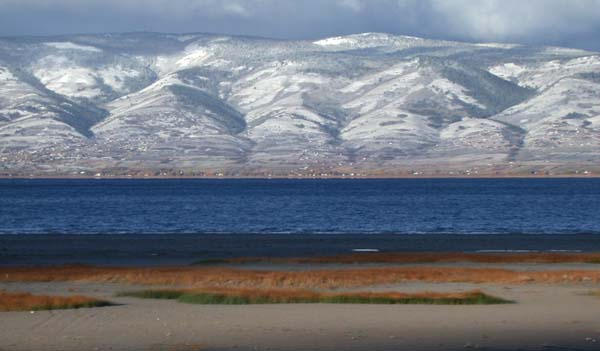
ベアレイク州立公園から見たベア湖

- ベアレイク州立公園
- ブルノーデューンズ州立公園
- キャッスルロックス州立公園
- シティ・オブ・ロックス国立保存地
- コー・ダリーン・パークウェイ州立公園
- ドワーシャク州立公園
- イーグルアイランド州立公園
- ファラガット州立公園
- ハリマン州立公園
- ヘルズゲイト州立公園
- ヘンリーズレイク州立公園
- ヘイバーン州立公園
- レイクカスケード州立公園
- レイクウォルコット州立公園
- ランド・オブ・ヤンキーフォーク州立公園
- ラッキーピーク州立公園
- マサカーロックス州立公園
- マクロスキー州立公園
- オールドミッション州立公園
- ポンデローサ州立公園
- プリーストレイク州立公園
- ラウンドレイク州立公園
- サウザンドスプリングス州立公園
- スリーアイランドクロッシング州立公園
- トレイル・オブ・ザ・コー・ダリーンズ
- ウィンチェスターレイク州立公園

### 湖
| - アルトゥラス湖 - ベア湖 - ヘイデン湖 - ヘンリーズ湖 - ヒドン湖 - カスケード湖 - コー・ダリーン湖 - ローウェル湖 - ルベット湖 - ウォルコット湖 - パイエット湖 | - ポンダレイ湖 - リトルレッドフィッシュ湖 - ラッキーピーク湖 - プティ湖 - プリースト湖 - レッドフィッシュ湖 - ソートゥース湖 - スタンレー湖 - ウォーム湖 - ウィリアムズ湖 |

### 気候
アイダホ州の気候は多様である。西側州境は太平洋から350マイル (560 km) の距離にあるが、海洋の影響があり、特に雲に覆われた冬には湿度が高く降水量が最も多い季節である。このことで標高の高い北部州に想像されるほど温度が下がらず、穏やかな冬になる。海洋の影響は州東部ではほとんど無くなり、降水量は逆のパターンになる。すなわち、雨の多い夏と乾燥した冬である。季節による気温の変化は激しくなり、亜乾燥大陸性気候となる。
アイダホ州では暑くなる可能性があるが、最高気温が100°F(38 ℃) を超えて続くことは希である。例外は標高の最も低いルイストンであり、それに対応して降雪もほとんど無い。夏の暑い日は低い相対湿度と冷涼な夕方で和らげられる。一日の温度差が最も大きいのが夏である。冬も寒くなる可能性があるが、氷点下の厳しい寒さが続くことは希である。このことで鉄道王のハリマン家が最も有名なスキー場であるサンバレーを開発することになった。州内の過去最高気温は1934年7月28日にオロフィノで記録された118°F(48 ℃)、過去最低気温は1943年1月18日にアイランドパーク・ダムで記録された -60°F(-51 ℃) である。
| 各都市の月別平均最高・最低気温 (°F) |       |       |       |       |       |       |       |       |       |       |       |       |
| 都市                                | 1月   | 2月   | 3月   | 4月   | 5月   | 6月   | 7月   | 8月   | 9月   | 10月  | 11月  | 12月  |
| ボイシ                              | 38/24 | 45/27 | 55/33 | 62/38 | 72/46 | 81/53 | 91/59 | 90/59 | 79/50 | 65/40 | 48/31 | 38/23 |
| ルイストン                          | 42/30 | 47/31 | 55/36 | 62/41 | 71/47 | 79/54 | 89/60 | 89/60 | 78/51 | 63/41 | 48/34 | 40/28 |
| ポカテッロ                          | 33/16 | 38/19 | 49/27 | 59/33 | 68/40 | 78/46 | 88/52 | 88/51 | 76/42 | 62/33 | 45/24 | 33/16 |
| Idaho Weather And Climate           |       |       |       |       |       |       |       |       |       |       |       |       |

## 人口動態
2020年国勢調査時点で、アイダホ州の人口は1,839,106人で、2010年国勢調査時点より271,524人、17.32%増加した。
このような人口増で、アイダホ州は2010年代の10年間で、ユタ州に次いで2番目に成長率が高い州となった。
2000年代、ボイシ郊外に位置するナンパは特に成長率が高かった。推計では、2000年から2003年の間で22.1%成長して65,000人近くとなり、2007年には84,000人と推計された。このほか、コールドウェル、コー・ダリーン、メリディアン、ポストフォールズ及びツインフォールズの州内5都市で、同時期に5%以上の高い成長率を記録した。2010年から2020年代にかけては、ナンパと同様ボイシ郊外のメリディアンが56.65%という極めて高い成長を遂げ、ナンパを抜いて州第2の都市となった。ボイシ郊外では、コールドウェルも同期間に29.76%の高い成長を遂げ、ポカテッロを抜いて州第5の都市になった。

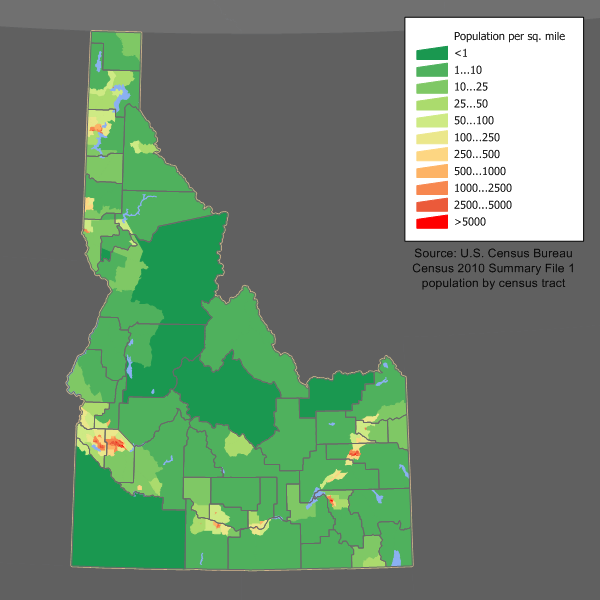
アイダホ州の人口密度図

アイダホ州には7つの都市圏が設定されている。州最大の都市圏はボイシ都市圏で、2020年国勢調査時点で人口764,718人を数える。その他の都市圏としては人口順にコー・ダリーン、アイダホフォールズ、ツインフォールズ、ポカテッロ、ルイストンの各都市圏がある。また、ユタ州のローガン都市圏は、アイダホ州にもまたがっている。加えて、2020年時点で9つの小都市圏があり、その中ではレックスバーグ小都市圏（2020年国勢調査時点での人口66,301人）が最大である。
アイダホ州の人口重心はカスター郡のスタンレーにある。

### 人種
アイダホ州の人種的構成は次のようになっている。
- 84.0% 白人
- 11.2% ヒスパニック
- 1.1% インディアン
- 1.2% アジア
- 0.6% 黒人
- 0.1% その他人種
- 1.7% 混血

申告による祖先の出身国による分類では、ドイツ系 (18.9%)、イギリス系 (18.1%)、アイルランド系 (10%)、アメリカ人 (8.4%)、ノルウェー系 (3.6%)となっている。バスク系アメリカ人もいる。

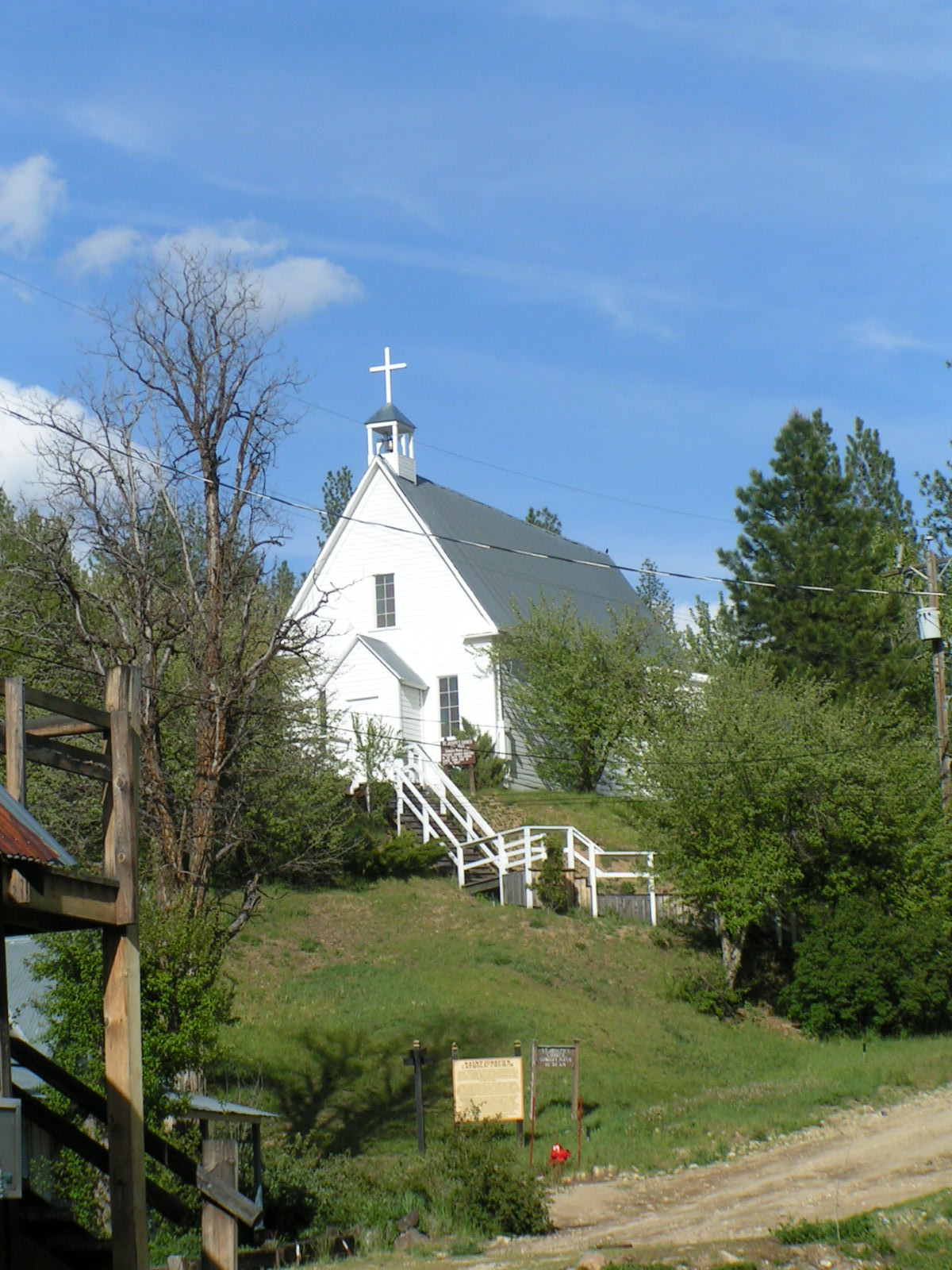
アイダホシティ内の教会

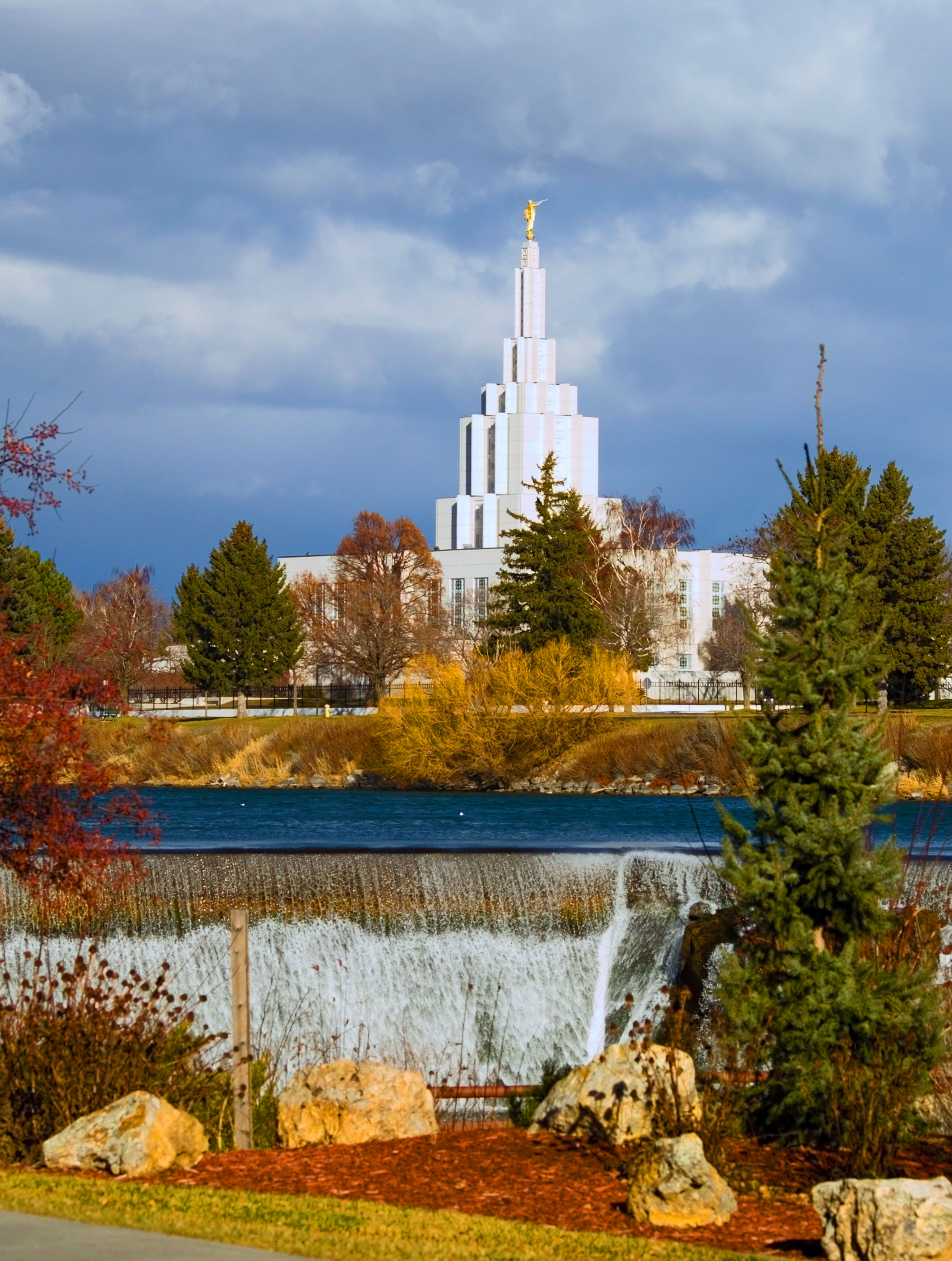
末日聖徒イエス・キリスト教会のアイダホフォールズ寺院

### 宗教
西海岸の他の州と同様に無宗教の人の割合が比較的高い。
アイダホ州の住民の現在の信仰する宗教による構成比は以下のようになっている。
- キリスト教
  - モルモン教 (末日聖徒イエス・キリスト教会) – 23%
  - プロテスタント
    - 福音主義プロテスタント – 22%
    - メインライン・プロテスタント – 16%

  - カトリック – 18%
- 他の宗教 – <7%
- 無宗教 – 18%

## インディアン部族

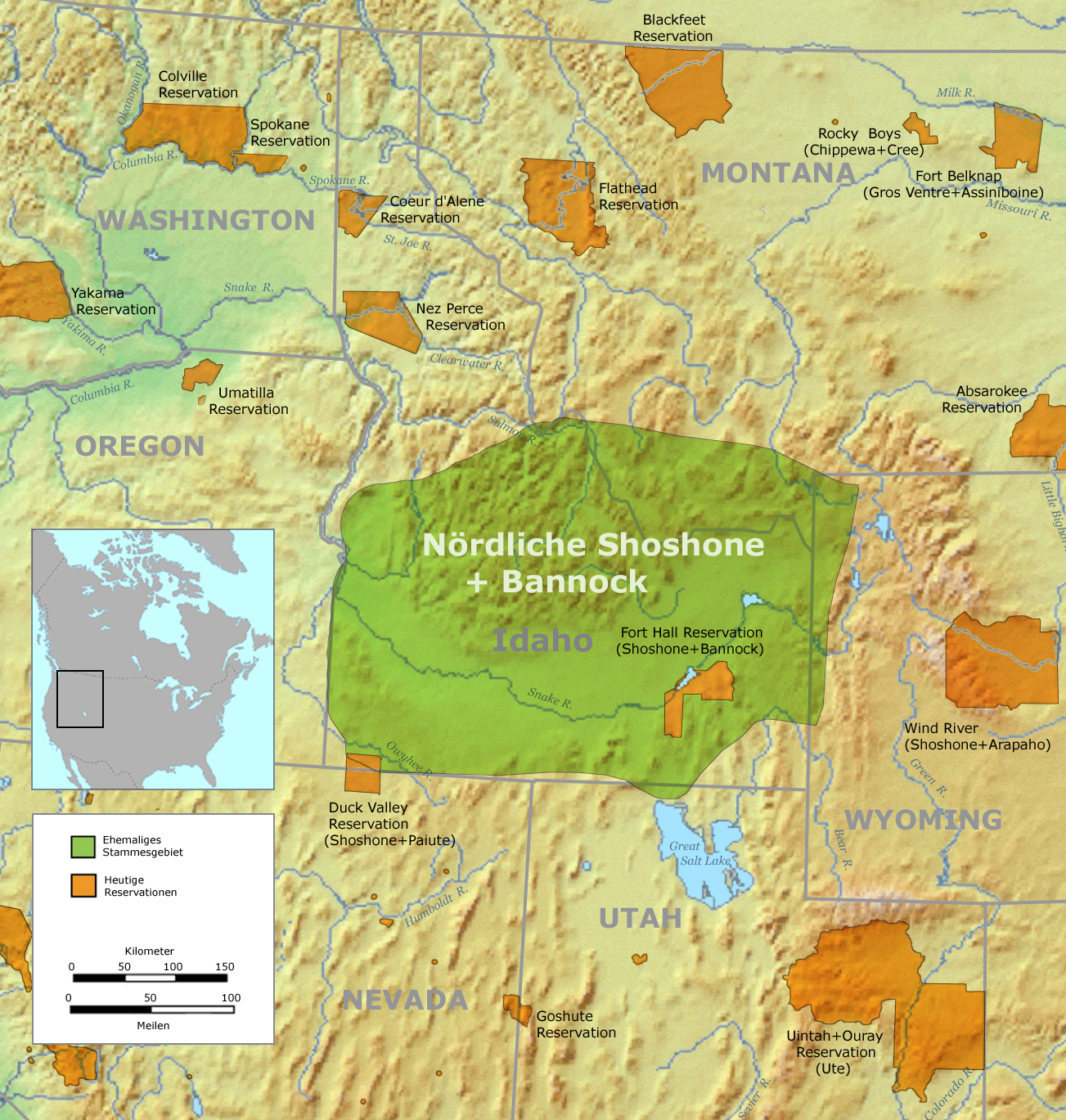
アイダホ州のインディアン保留地（橙色の部分）

「クーテネイ・インディアン保留地」は、このバウンダリー郡の一角にある

バンノック族、カリスペル族、クーテネイ族、ネ・ペルセ族、パルース族、北パイユート族、サリシ族、北ショーショーニー族、西ショーショーニー族、スキツウィシュ族、スポーカン族などのインディアン部族が先住する。川での鮭漁と狩猟採集が主な生業で、農業文化は発展しなかった。
現在、4つのインディアン部族の部族会議がアメリカ連邦政府から公式認定を受け、保留地を領有している。
デラウェア族は、もともとデラウェア州の部族だが、19世紀に同州へ強制移住されてきた。現在、「絶滅部族」としてアメリカ連邦政府から部族認定取り消しをされ、保留地を没収されており、係争中である。
≪アメリカ連邦政府が公式認定しているインディアン部族と保留地≫
- 「クーテネイ・インディアン保留地」
  - 「クーテネイ族」
- 「ネ・ペルセ・インディアン保留地」
  - 「ネ・ペルセ族」
- 「ホール砦インディアン保留地」
  - 「ショーショーニー族北西バンド」
  - 「バンノック族」
- 「クーダレン・インディアン保留地」
  - 「クーダレン族」

≪アメリカ連邦政府が公式認定していないインディアン部族≫
- 「アイダホ・デラウェア族」

### 「赤いナポレオン」とネ・ペルセ族の部族逃避行

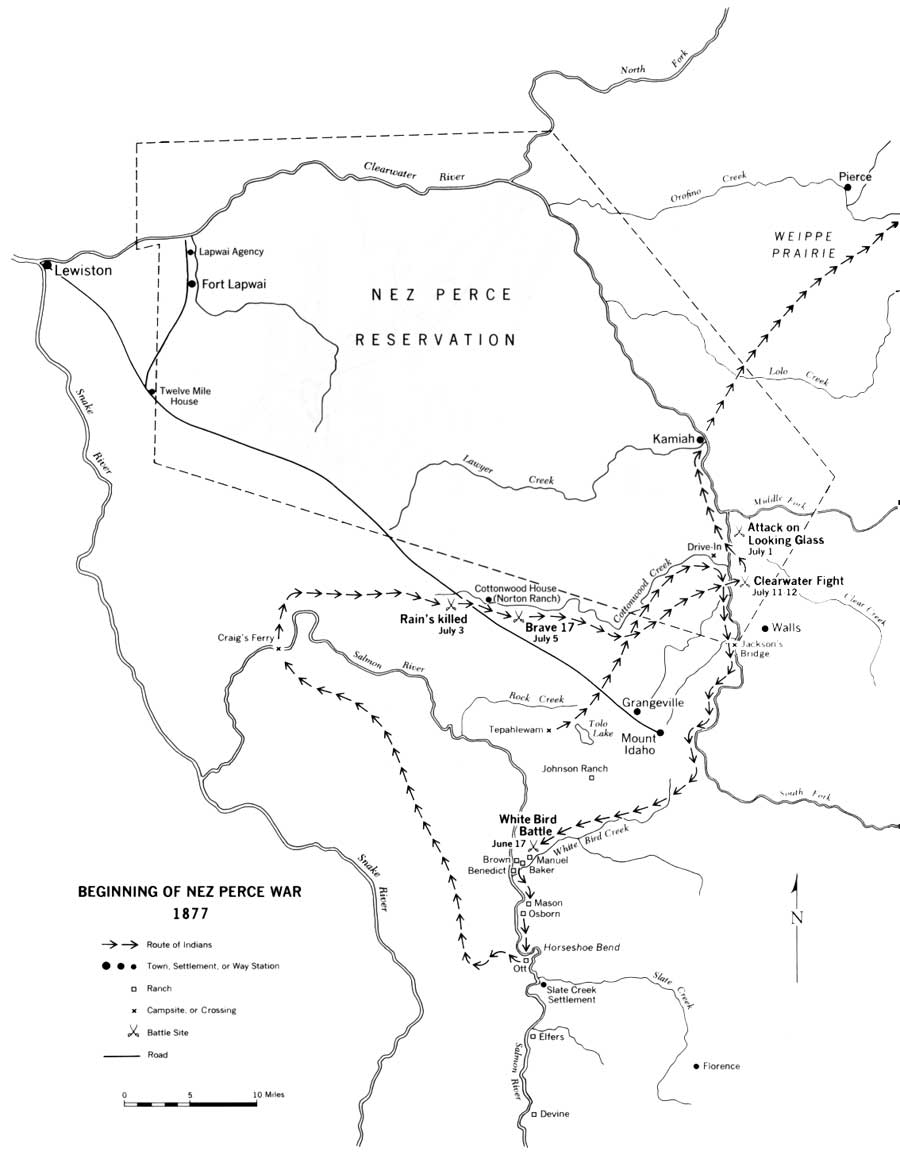
ネ・ペルセ族のカナダへの絶望的な逃避行路。「戦争」とあるが、彼らは決して自分たちからは白人を攻撃しなかった

1868年8月12日、アイダホ州のネ・ペルセ族と合衆国政府とで結ばれたインディアン条約は、合衆国とインディアン部族が最後に結んだ主権条約となった。1778年、デラウェア州のデラウェア族と歴史上初の条約を締結してから、このネ・ペルセ族との締結まで、合衆国がインディアン部族と結んだ条約はこの間370に上る。
1805年の「ルイス・クラーク探検隊」との接触で、白人と初めて出会ったネ・ペルセ族は、以後白人と友好関係を保ち、他部族から白人を保護し、キリスト教を受け入れた。しかし肥沃な土地を目当てにした入植者は激増する一方で、やがて彼らの保留地の7/8が剥奪されるに到った。この1868年の条約は、保留地の一部と引き換えに、彼らの故郷のワロワ峡谷の返還を約したものだったのだが、この峡谷で金鉱が見つかると、その後すぐにまた彼らの故郷ワロワ峡谷は没収されてしまった。
ネ・ペルセ族の南方のバンド700人は、州北方のラプワイにある保留地への強制移住を拒絶し、米国陸軍と戦闘になった。ネ・ペルセ族は白人との戦いを避け、1877年6月にモンタナ州からカナダへと2700km、108日間の絶望的な部族亡命を試みた。当時カナダに亡命していた、スー族のシッティング・ブルたちを頼ったのである。
この逃避行は全米で新聞報道され、これを率いたヒンマートーヤラケット酋長（洗礼名ジョゼフ）は、その知略から「赤いナポレオン」と呼ばれるようになった。しかし彼らはモンタナ山中で米軍の追撃を受け、女子供も見境なしに虐殺された。無抵抗な赤ん坊は、銃尻や軍足で頭を叩き潰された。彼らはこうして亡命阻止され、カンザス州からインディアン準州へと引き回され、極寒の冬の中、毛布も与えられず、ここまでで部族員のうち幼い子供も含む432人が寒さと飢えのために死んだ。彼らはワシントン州のコルビル・インディアン保留地に強制移住させられ、放置された。ジョゼフ酋長はセオドア・ルーズベルト大統領に直訴したが無視され、以後、彼ら南ネ・ペルセ族がアイダホ州のワロワの故郷に還ることは許されなかった。
その3年後の1871年、合衆国政府は「合衆国はもうインディアン部族を独立国家とはみなさない。したがって今後はもう主権条約は結ばない」と宣言した。この時点で、全米のインディアン部族の領土（保留地）は総計51万km2に過ぎず、合衆国政府は1778年から1868年の100年足らずの間に、インディアンから1億1000万エーカー（44万5200km2）の土地を没収し、768万km2の国土を手に入れていた。

### インディアン・カジノ
現在のところ、同州でインディアン部族が運営する「インディアン・カジノ」は7軒。
2009年2月、ショーショーニー族&バンノック族の「ホール砦事務会議」は、「ホール砦のカジノ」のそばに計画していたカジノ、コンベンションセンター、ホテル、ゴルフ場、およびウォーターパークを備えた、9000万ドル級のカジノ施設の建設計画を再考すると公表した。前年のリーマン・ショックの影響による世界的不況の波は、各州の「インディアン・カジノ」にも及んでいる。
| - 「バンノック族・ショーショーニー族」 - 「バンノック・頂上カジノ」 - 「ショーショーニー・バンノック族」 - 「ブラックフット・衛星カジノ」 - 「ホール砦のカジノ」 - 「クーテネイ族」 - 「クーテネイ川ホテル・カジノ&温泉」 | - 「ネ・ペルセ族」 - 「イツェ・イェ・イエ・カジノ」 - 「澄んだ水の川のカジノ」 - 「クーダレン族」 - 「クーダレン・カジノ」 |

## 法と政府

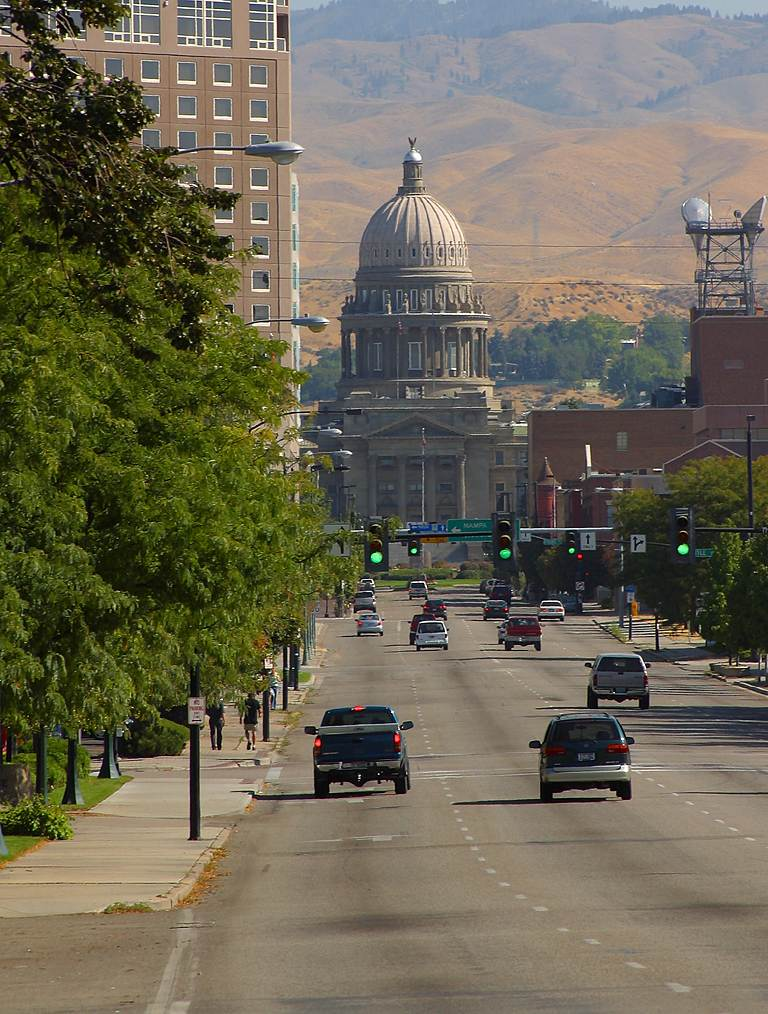
ボイシにあるアイダホ州会議事堂

### 州憲法
アイダホ州憲法はアメリカ合衆国憲法をモデルにし、幾つかの修正を加えてある。この憲法では州政府の形態と機能を定義し、住民投票により修正が可能である。現在の憲法では州政府が予算のバランスを維持することを求めている。その結果限界ある負債しか持っていない。

### 州法典
州法の全てが州法典に含まれている。この法典は議会を通過し、知事が承認することで修正される。アイダホ州は現在でも当初（1889年制定）の州憲法に従っている。

### 州政府
アイダホ州憲法は政府の3つの府を定めている。すなわち行政府、立法府および司法府である。両院制の議会があり、35の選挙区から1人の上院議員と2人の下院議員が選出されている。
1946年以降、州全体で選出される憲法に定める役人は4年間任期となっている。これには州知事、副知事、州務長官、監査官、財務官、検事総長および公共教育監察官が含まれている。
1966年まで鉱山検査官が当初の憲法にあった選出役人だった。この職は指名に変更され、1974年には廃止された。
州政府はアルコールを専売にしている。

#### 行政府
アイダホ州知事は4年間の任期であり、全国的に中間選挙と呼ばれる年に選挙が行われている。つまり大統領とは同じ年に選挙されない。現在の知事は2018年に選出された、共和党のブラッド・リトルである。

アイダホ州の郡マップ

#### 立法府
アイダホ州議会は非常勤である。しかし必要な場合には会期を延長できることになっており、そうされることが多い。このために州議会は「市民議会」と考えられ、議員はその主たる職業ではないことを意味している。
上院、下院共に任期は2年間である。選挙は偶数年に行われている。
1950年代後半以降、共和党が連続して議会多数派党となっているが、ボイシ、ポカテッロ各市、ブレイン郡と北部パンハンドル地域では民主党が必ず議員を送り出している。

#### 司法府
裁判所の最上級にあるのがアイダホ州最高裁判所である。中間の控訴裁判所であるアイダホ州控訴裁判所もあり、最高裁判所から割り当てられた事件を審問している。地区裁判所は地域の事件を扱っている。

#### 郡
アイダホ州は郡の単位の政治的小区分に分割される。1919年以降44郡があり、その広さは410から8,502平方マイル (1,062 - 22,020 km2) まである。
1861年、ワシントン準州議会によりまず3つの郡が指定された。これらの郡は1864年にアイダホ郡と再指定された。1861年にできていたネズパース郡は、ネズパース、ルイス、バウンダリー、ベネワ、レイタ、クートニーおよびクリアウォーター各郡に分割された。
自動車のナンバープレートは郡名の最初の文字を付けることになっている。同じ頭文字の郡が複数ある場合は、アルファベット順に数字の追い番が付加される。"B"で始まる郡が10、"C"で始まる郡が7、"L"で始まる郡が4あり、アイダホ州の特異性が出ている。

### 政治
| 年     | 共和党         | 民主党         |
| ------ | -------------- | -------------- |
| 2024年 | 60.87% 605,246 | 30.38% 274,972 |
| 2020年 | 63.84% 554,119 | 33.07% 287,021 |
| 2016年 | 59.25% 409,055 | 27.48% 189,765 |
| 2012年 | 64.09% 420,911 | 32.40% 212,787 |
| 2008年 | 61.5% 403,012  | 36.1% 236,440  |
| 2004年 | 68.38% 409,235 | 30.26% 181,098 |
| 2000年 | 67.17% 336,937 | 27.64% 138,637 |
| 1996年 | 52.18% 256,595 | 33.65% 165,443 |
| 1992年 | 42.03% 202,645 | 28.42% 137,013 |
| 1988年 | 62.08% 253,881 | 36.01% 147,272 |
| 1984年 | 72.36% 297,523 | 26.39% 108,510 |
| 1980年 | 66.46% 290,699 | 25.19% 110,192 |
| 1976年 | 59.88% 204,151 | 37.12% 126,549 |
| 1972年 | 64.24% 199,384 | 26.04% 80,826  |
| 1968年 | 56.79% 165,369 | 30.66% 89,273  |
| 1964年 | 49.08% 143,557 | 50.92% 148,920 |
| 1960年 | 53.78% 161,597 | 46.22% 138,853 |

南北戦争後、民主党員で中西部と南部の多くの者がアイダホ準州に移転してきた。結果、初期の準州議会は民主党が支配した。対照的に準州知事は共和党出身の大統領に指名されたため、大半が共和党員だった。これが原因となり、両党間には激しい衝突が生まれることがあり、一例として羊飼いを背景にした民主党員と、牛飼いを背景にした共和党員の間で領地問題が起こった。これは"ダイアモンドフィールド"・ジャック・デイビス殺人事件の公判で終わることになった。1880年代以降、地方政治では共和党の勢力が伸びた。
アイダホ準州が州に昇格した1890年以降、共和党が州議会を制することがほとんどとなった。民主党がよりリベラル的に、共和党がより保守的になると、両党間に社会的および政治的姿勢に両極化が生まれた。一時期は民主党が分裂し、本流と反モルモン教民主党と呼ばれる会派が生じる状態が20世紀に入るまで続いた。1890年代と1900年代にはポピュリスト党が台頭し、世界恐慌の1930年代は短期間だが民主党が多数派となった。第二次世界大戦終戦後、州全体で選出される役人の大半は共和党員となった。州議会の上下両院のどちらかで民主党が多数派となったのは、1958年に下院で僅か1議席だけ多かった時が最後だった。ただ一方で、民主党は1971年から1995年までは州知事を出し続けた。
アイダホ州選出の連邦議員も州昇格以来共和党員が多い。下院議員は何人かの民主党員が務めたこともあったが、上院議員はほとんどが共和党員となっている。現職のマイク・クレイポーを含め共和党員は再選されることが多いが、民主党員の場合、再選されたのはフランク・チャーチのみである。チャーチが上院議員選挙に勝利したのは1974年であり、民主党が上院議員選挙で勝利したのはこれが最後になっている。2008年の選挙で民主党のウォルト・ミニックが下院議員に当選したが、これは民主党として16年振りのことだった。
現代のアイダホ州は大統領選挙なども共和党寄りが続いている。1964年を最後に民主党大統領候補がアイダホ州を制したことは無い。勝利した1964年の場合も、リンドン・B・ジョンソンがバリー・ゴールドウォーターに得票率にして僅か2%差という接戦で、全国的に圧勝した結果とは対照的だった。2004年、共和党候補のジョージ・W・ブッシュは得票率68.4%を獲得して民主党候補のジョン・ケリーに38%の大差を付け圧勝。ブッシュは州内44郡のうち43郡を制した。サンバレー・スキー場のあるブレイン郡のみがジョン・ケリーを支持したが、これはケリーの家がある所だった。2008年の大統領選挙で全国的に大勝した民主党候補のバラク・オバマでも36.1%の得票率であり、それでも1976年以降の民主党候補としては最高だった。得票率の差を見ると1992年と1996年の方が接近していた。
2006年の選挙ではブッチ・オッター知事候補が率いる共和党が、憲法で規定される選出役員全てを制した。また連邦議会下院議員も全て抑えた。しかし民主党はアイダホ州議会で、特に州都ボイシ地域から数人の議員を送り出した。
共和党は2008年の連邦下院議員選挙で民主党のウォルト・ミニックに議席を譲ったが、上院議員選挙ではジム・リッシュが大差で勝利し、ラリー・クレイグの議席を守った。

## 主要な都市及び町

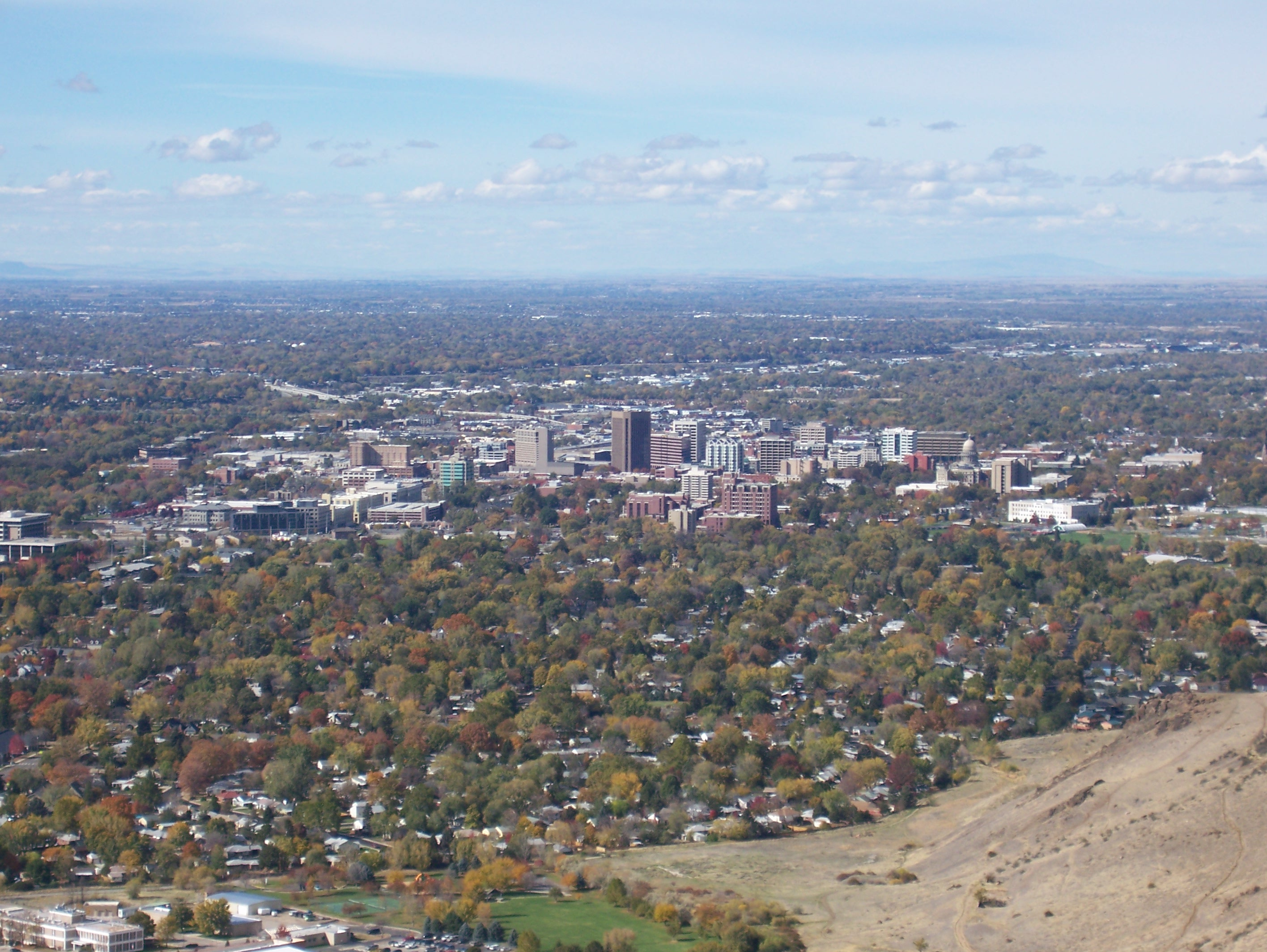
ボイシ

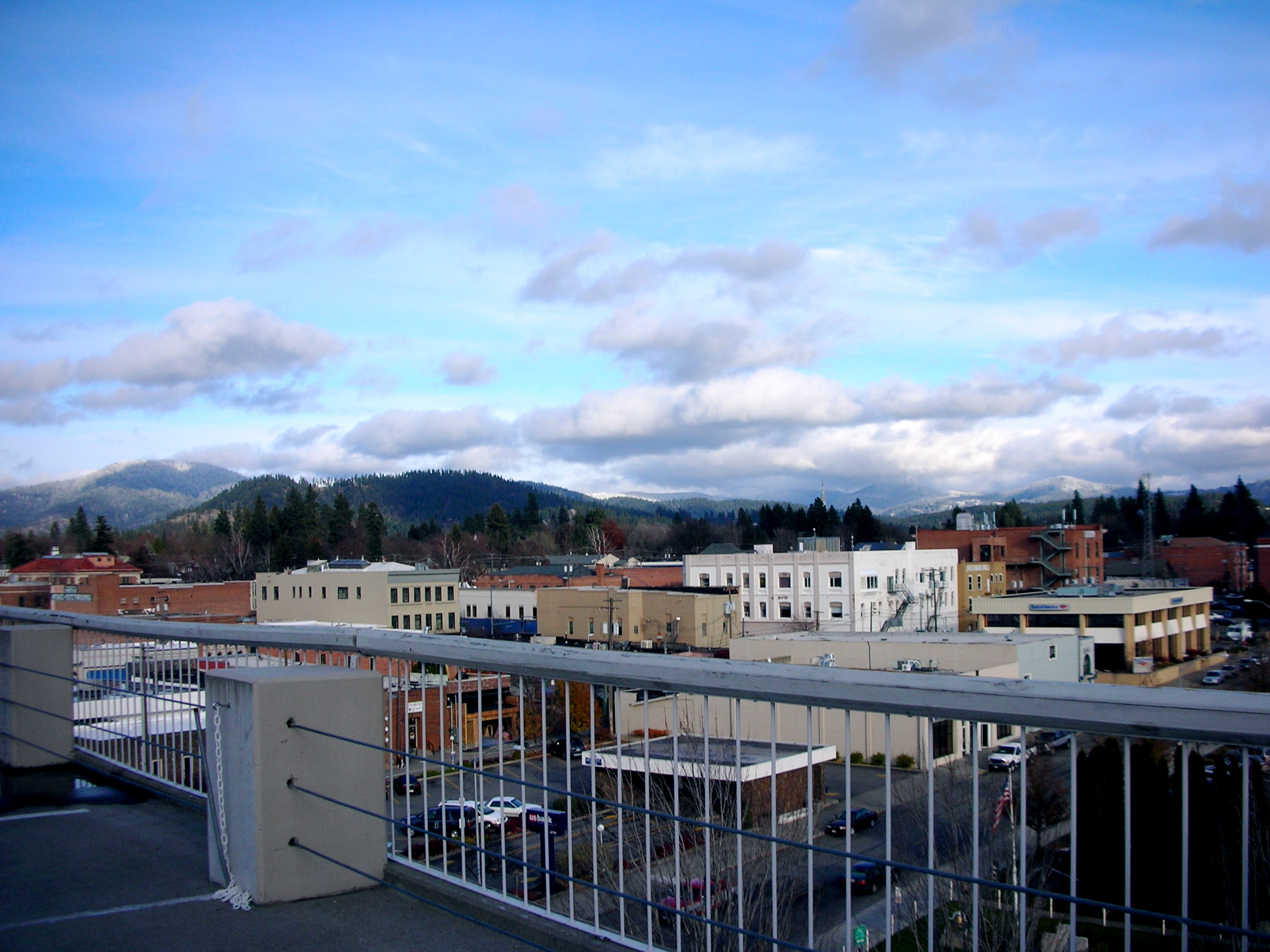
コー・ダリーン

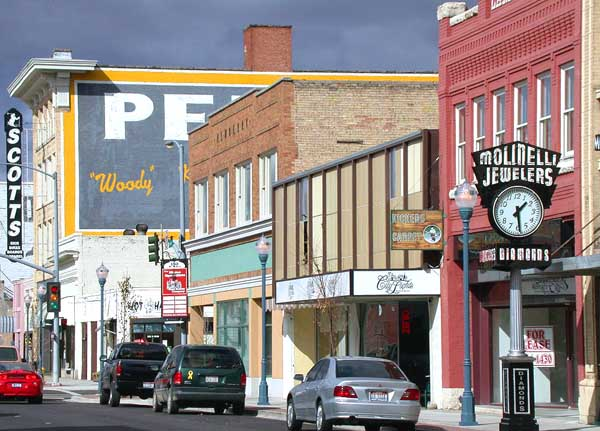
ポカテッロ

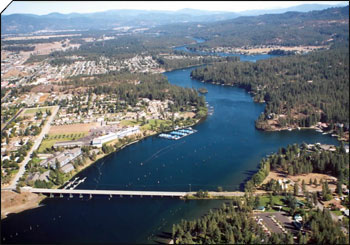
ポストフォールズ

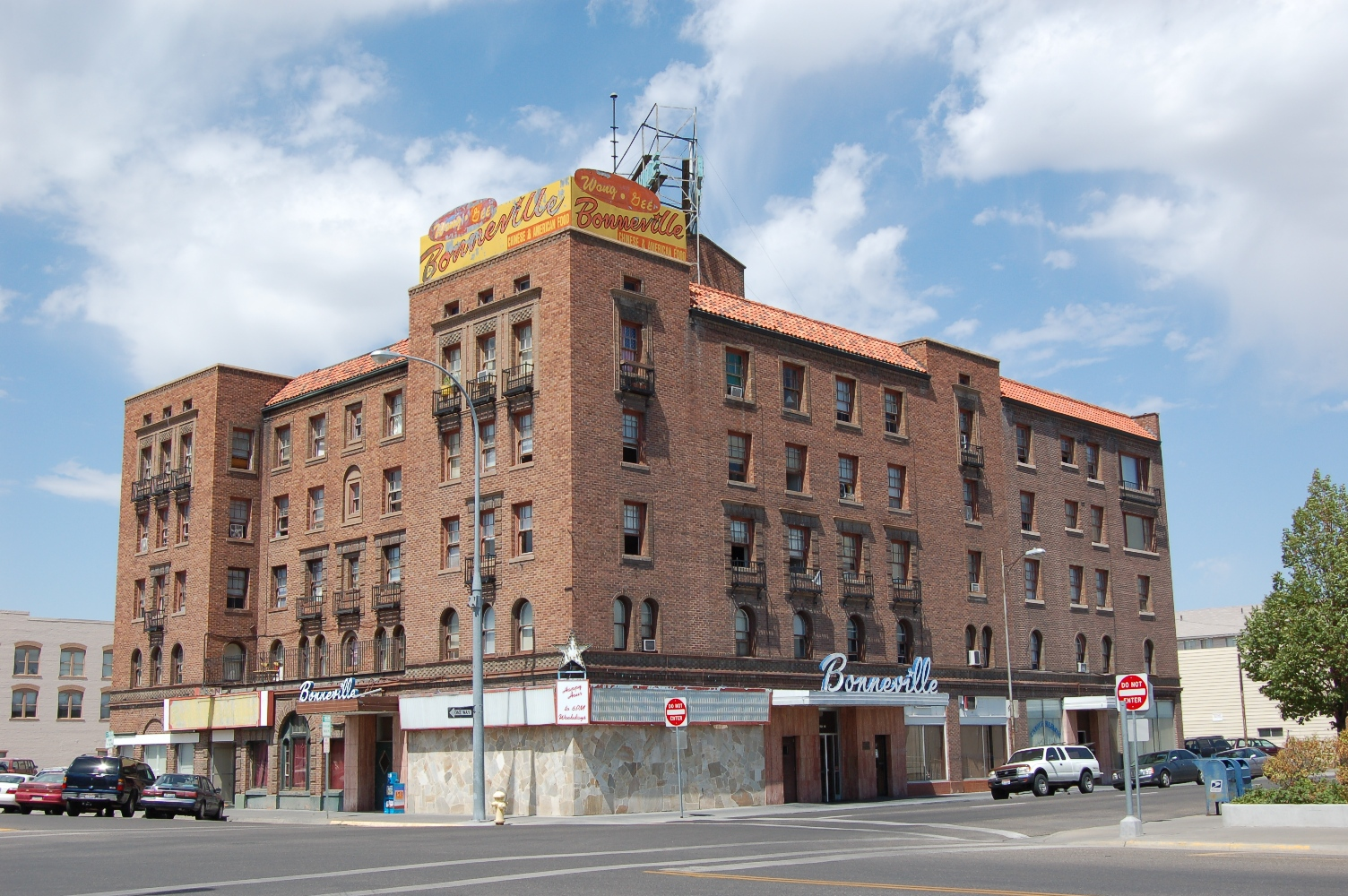
アイダホフォールズ

以下、括弧内の人口の数値はすべて2020年国勢調査による。
市域人口200,000人以上
- ボイシ（235,684） - 州都

市域人口100,000-199,999人
- メリディアン（117,635） - ボイシ郊外、州内の人口20,000人以上（2010年時点）の都市の中で、2010年代の成長率が最も高かった。
- ナンパ（100,200） - ボイシ郊外、ノースウェスト・ナザレン大学がある。

市域人口50,000-99,999人
- アイダホフォールズ（64,818） - アイダホ国立研究所の本部がある。
- コールドウェル（59,996） - ボイシ郊外、カレッジ・オブ・アイダホがある。
- ポカテッロ（56,320） - アイダホ州立大学がある。
- コー・ダリーン（54,628） - 北アイダホ・カレッジがある、観光の中心地。
- ツインフォールズ（51,807） - 南アイダホ・カレッジがある、ベースジャンプで有名。

市域人口20,000-49,999人
- レックスバーグ（39,409） - ブリガム・ヤング大学アイダホ校がある。
- ポストフォールズ（38,485）
- ルイストン（34,203） - ルイス・クラーク州立カレッジがある、河港。
- イーグル（30,346） - ボイシ郊外。
- モスコー（25,435） - アイダホ大学がある。
- クナ（24,011） - ボイシ郊外。

上記以外の特筆すべき都市もしくは町
- アルコ - 原子力発電所による電気で灯りが灯された初の都市。
- サンバレー - スキーリゾートとして名高い。
- ブラックフット - アイダホ・ポテト博物館がある。
- マウンテンホーム - アメリカ空軍基地がある

## 経済
2004年度州総生産は436億米ドルだった。2004年度一人当たりの収入は26,881米ドルであった。
アイダホ州はアメリカ合衆国内のジャガイモの13%近くを生産する重要な農業州である。他の重要な農業生産物は豆、レンズマメ、テンサイ、牛、酪農製品、小麦及び大麦である。
アイダホ州の重要な産業は食品加工、製材及び木材製品、機械、化学製品、紙製品、電子装置製造、銀などの鉱業、並びに観光業である。プロセスチーズの原料であるバレルチーズでは世界最大の工場がグッディングにある。年間生産能力は12万トンであり、グランビア・グループが所有している。核エネルギー研究のための政府研究所、アイダホ国立研究所（INL）はアイダホ州東部経済の重要な要素となっている。また国内のビール製造所のためのモルトの大部分を製造するアンホイザー・ブッシュの設備が3か所ある。
地方では様々な産業が重要である。屋外レクリエーションは、スノーモービル、スキーの滑降やクロスカントリーのための多くの地域からルイストンのように退職者の社会に変遷してきたところまで、共通の例になっている。ルイストンは温暖な冬、一年中乾燥した気候、どこよりも平均風速が低いことと、川での様々な活動が可能なこととが組み合わされて、生まれ変わってきた。その他の例としては、ルイストンで3つの弾薬とその部品を製造する工場を運営するATKコーポレーションがある。2つの工場はスポーツ用であり、1つは防衛産業用となっている。ルイス・クラーク・バレーには別に独立した弾薬部品工場とチップマンク・ライフル工場がある。世界に6つある溶接アルミ・ジェットボート（急流用）製造工場のうち4つがルイストン・クラークストン・バレーにある。禁酒法が執行されるまで、フランスのロスチャイルドがワイン生産用ブドウをアイダホ・パンハンドルのケンドリックとジュリエッタの間で栽培していた。現在のアイダホ州には大きなワイン製造所やビール製造所が無いが、州北部には賞を獲得するような小さなワイン醸造所や地ビール醸造所が多くあり、その数が増えている。
今日のアイダホ州で最大の産業分野は科学技術産業である。州の収入の25%以上、輸出額の70%以上を生産している。ハイテク製品を推進力に工業経済が成長している。1970年代以降、ボイシは半導体製造の中心として頭角を現してきた。ここにはアメリカ合衆国では唯一のDRAMチップを製造するマイクロン・テクノロジがある。マイクロンは一時期デスクトップパソコンを製造していたが、ほとんど成功しなかった。1970年代以来、ヒューレット・パッカードがボイシに大型工場を持っており、主にレーザージェット・プリンターを製造している。オン・セミコンダクターはポカテッロに世界本社があり、統合混合信号半導体製品、混合信号製造サービス、構造化デジタル製品の製造では世界的に革新者の定評がある。コールドウォーター・クリークは婦人衣料の小売業であり、サンドポイントに本社がある。サン・マイクロシステムズ（現在はオラクルの一部）はボイシに2つの事務所、ポカテッロに部品倉庫がある。年間400万ドルの給与を支払い、3億ドルの売り上げを上げている。
アイダホ州内で事業あるいはその起源がある会社でフォーチュン500に入っているものとしては、ツインフォールズのJ.C.ペニー（ゴールデンルールとして）、アメリカンフォールズのセイフウェイ、ボイシのアルバートソンズ、州南部のシンプロット、ルイストンのポトラッチ、およびルイストン・クラークストンのジマリー・エアー・トランスポートがある。ジマリー・エアー・トランスポートはワシントン州パスコのバーニー・フライング・サービスを中心に合併した5社の1つであり、その後ユナイテッド航空に、さらにその後コンチネンタル航空になったバーニー・エアー・グループになった。
アイダホ州の個人所得税は8段階の所得階層に応じて1.6%から7.8%まである。州民は他の州に払う税金について、あるいは州の教育機関や非営利青年施設、リハビリテーション施設に寄付することについて税額控除を受けることができる。
アイダホ州の消費税は6%であり、地方によって6.5%までの限定的な追加課税がなされている。消費税は有形個人資産と幾つかのサービスの販売、賃貸あるいはリースに課される。食料は課税されるが、処方箋医薬品は課税されない。ホテル、モーテルおよびキャンプ場の利用料は高率で（7%から11%）課税される。幾つかの行政単位では地方消費税を課している。
アイダホ州では州営宝くじを販売しており、その収益で全ての教育学区と州立の高等教育機関に1990年から2006年の間に3億3,350万ドルを分配した。

## エネルギー

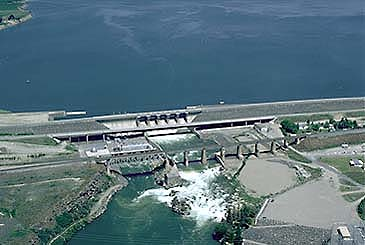
アメリカンフォールズ・ダム

アイダホ州のエネルギー政策は再生可能エネルギーの開発に向かっている。再生可能エネルギーの資源は豊富であるが、化石燃料資源は少ない。スネーク川平原と小さな川の盆地は国内でも有数の水力発電資源があり、地質学的活動的な山岳部は地熱発電と風力発電の可能性が高い。これらの実現可能性が現在のエネルギー政策を形作っている。
アイダホ州で消費されるエネルギーの大半は他州から輸入されている。その量は全消費エネルギーの80%以上である。天然ガスと石油は全て、電力は半分以上が輸入されている。2005年にアイダホ州で消費された電力の48%は水力発電から、42%は石炭焚き火力発電から、9%は天然ガス焚き火力発電から生み出された。残りは風力発電のような再生可能資源からである。
州内の多くの河川には水力発電所があり、発電量5億5,600万キロワット時は州内発電量の約4分の3に相当している。ワシントン州から天然ガスのパイプラインが伸びてきており、州内で消費される天然ガスの大半を供給している。天然ガスの供給は全て州外の資源に頼っているが、天然ガス焚き火力発電所では1億2,700万キロワット時を発電しており、州内発電量の約10%になっている。石炭焚き火力発電と小さな風力発電が残りの発電量をまかなっている。州全体では7億3,900万キロワット時の電力を生産しているが、需要に応えるために電力の半分以上を輸入する必要がある。
州内のエネルギー消費量は515兆Btuとなっているが、他の州と比べれば少なく、アメリカ合衆国全体の0.5%である。州人口は国内の少ないほうから11番目で約150万人であり、一人当たりエネルギー消費量は3億5,200万Btuで、全国平均の3億3,300万Btuより少し高いだけである。陸地面積は国内第14位なので、電力の送電ロスが問題である。電線の全長を2倍にすると、電流抵抗も2倍になる。
さらにアイダホ州の人口は国内で6番目に成長速度が高く、2008年から2030年の間に31%成長すると予測されている。この予測が実現されると、2030年までに電力需要も42%増加する。現在の限界ある水力発電では問題となってくる。

## 交通

州間高速道路15号線

アメリカ国道95号線

### 主要高規格道路
アイダホ州は、南部のボイシ都市圏と北部のコー・ダリーン都市圏を繋ぐ主要高速道路が無く、このような状態にある数少ない州の1つになっている。アメリカ国道95号線が州の南北の端を繋いでいるが、他の高規格道路と同様に修復や高規格化が必要な状態にある。2007年、アイダホ州交通省が州内の高規格道路はその維持と高規格化のために年間2億ドルの予算が不足していると発表した。州南東部と南西部を繋ぐ主要道路は州間高速道路84号線であり、他に同86号線と同15号線がある。
| 北部 - アメリカ国道2号線 - アメリカ国道12号線 | 南北方向 - アメリカ国道93号線 - アメリカ国道95号線 - 州間高速道路15号線 | 東西方向 - アイダホ州道20号線 - アイダホ州道26号線 - アイダホ州道30号線 - 州間高速道路84号線 - 州間高速道路86号線 - 州間高速道路90号線 |  | 南西部 - 州間高速道路184号線 |

### 航空
主要空港としては、州南西部のボイシ空港、北部のスポケーン国際空港（所在地はワシントン州スポケーン）がある。定期便のあるその他の空港として、パルース地方のプルマン・モスコー地域空港、ルイス・クラーク・バレーと北中部および西中部のルイストン・ネズパース郡空港、ツインフォールズのマジック・バレー地域空港、アイダホフォールズ地域空港、ポカテッロ地域空港がある。

### 鉄道
州内には2本の大陸横断鉄道が通っている。BNSF鉄道（バーリントン・ノーザン・サンタフェ）は、アイダホ州北部と西のシアトル、ポートランド、スポケーン、東のミネアポリス、シカゴとを繋いでいる。BNSF鉄道は州内のクーテニー郡、ボナー郡およびバウンダリー郡を通っている。州南部ではユニオン・パシフィック鉄道がワシントン州のポートランドとグリーンリバー、ユタ州のオグデンを繋いでおり、州内ではボイシ、ナンパ、ツインフォールズおよびポカテッロに停車する。アムトラックのエンパイア・ビルダー列車が州北部を通っており、州内ではサンドポイントのみに停車している。最近はアムトラックの列車を州南部でも復活運行するよう運動が起きている。

### 港
ルイストン港は西海岸では最も内陸の海港である。スネーク川とコロンビア川にある一連のダムと閘門によってルイストンからポートランドまでバージが運航でき、ポートランドで外洋運航船に荷物が積み替えられている。

## 教育

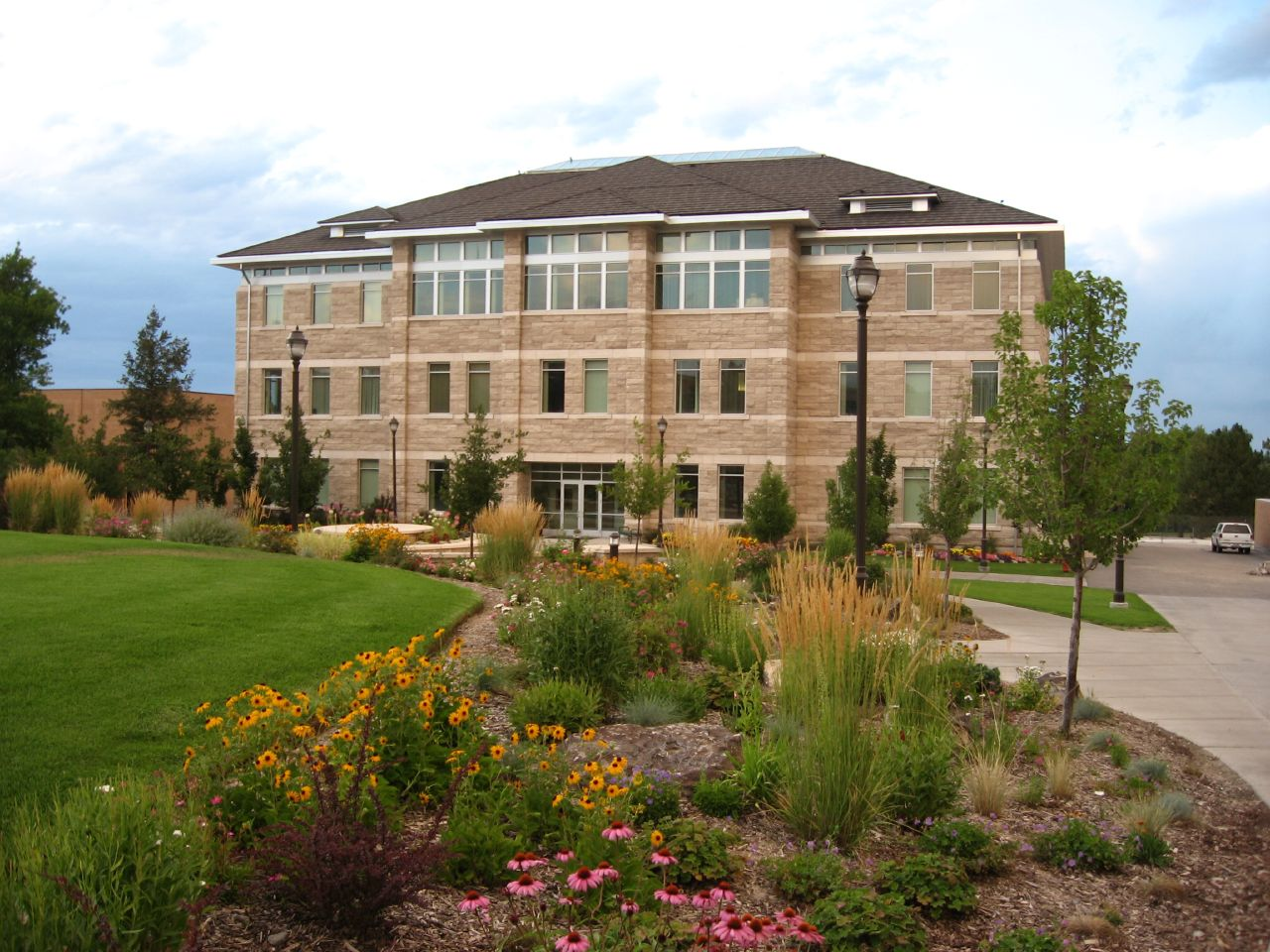
レックスバーグのブリガム・ヤング大学アイダホ校にあるジェイコブ・スポリ・ビル

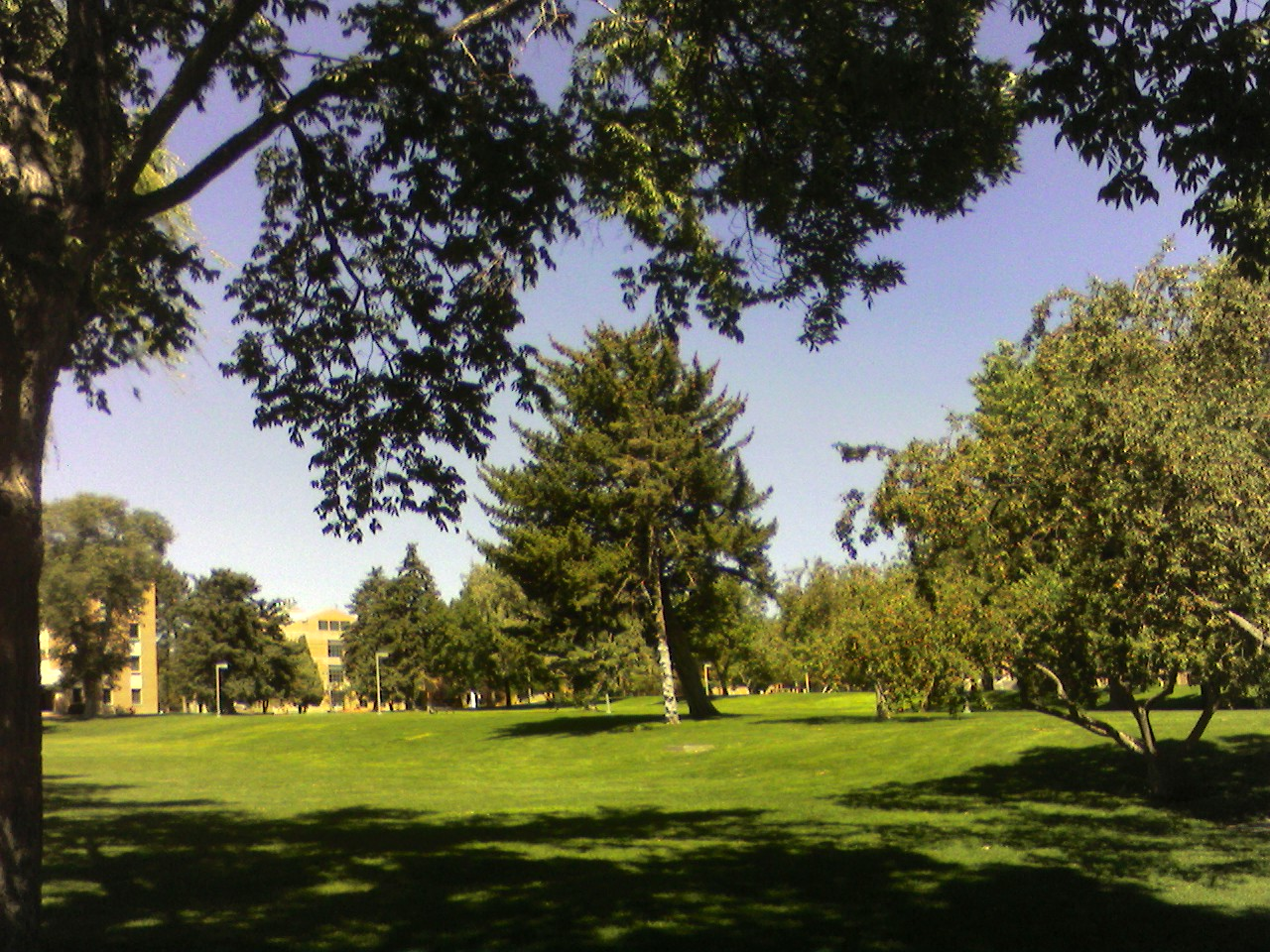
ポカテッロにあるアイダホ州立大学

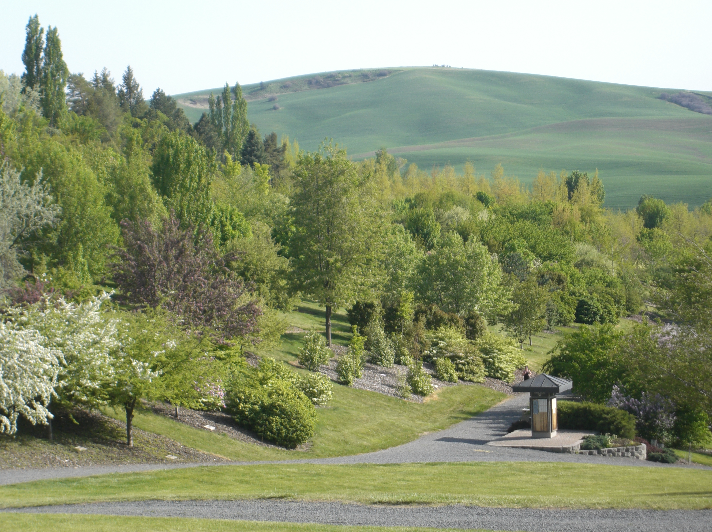
モスコーにあるアイダホ大学

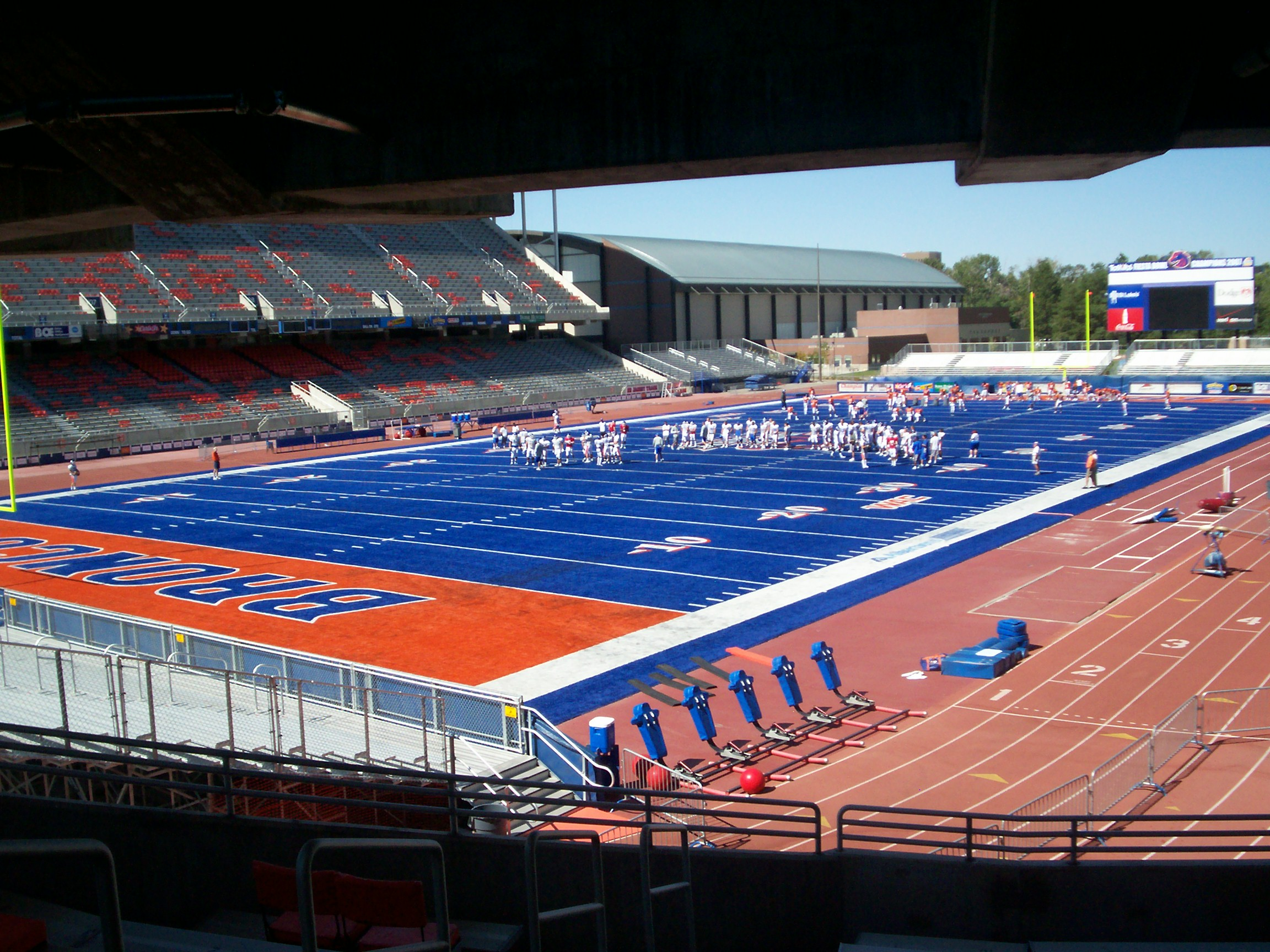
ボイシにあるボイシ州立大学

### 単科及び総合大学
| - アルバートソン・カレッジ・オブ・アイダホ - ボイシ州立大学 - ブリガム・ヤング大学アイダホ校 - アイダホ州立大学 | - ルイス・クラーク州立カレッジ - ノースウェスト・ナザレン・カレッジ - アイダホ大学 |

アイダホ州教育委員会が3つの総合大学を管轄している。モスコーにあるアイダホ大学は1889年設立の州内最初の大学である。この大学は土地認可大学であり、州内の旗艦大学になっている。ポカテッロにあるアイダホ州立大学は1901年にアカデミー・オブ・アイダホとして開学され、1963年に大学となった。ボイシにあるボイシ州立大学が最も新しい大学であり、おもにパートタイム学部生のための通学校として機能している。1932年にボイシ・ジュニアカレッジとして開校され1974年にボイシ州立大学となった。ルイストンにあるルイス・クラーク州立カレッジは州内で唯一の公立、非大学4年制カレッジである。
州内にはコー・ダリーンの北アイダホ・カレッジ、ツインフォールズの南アイダホ・カレッジ、ナンパにあり2009年に開校した西アイダホ・カレッジと、3つの地域コミュニティ・カレッジがある。公立の工科系カレッジ、東アイダホ工科系カレッジはアイダホフォールズにある。
私立の高等教育機関としては、キリスト教会チャーチズ・オブ・クライストに属するボイシ・バイブル・カレッジ、レックスバーグにあり末日聖徒イエス・キリスト教会のブリガム・ヤング大学アイダホ校、長老派教会と緩やかな結びつきがあるコールドウェルのカレッジ・オブ・アイダホ、ナンパのノースウェスト・ナザレン・カレッジ、改革派キリスト教神学校の前身があるモスコーのニュー・セントアンドリューズ・カレッジがある。

## 芸術・文化

### スポーツチーム
- MLB・マイナーリーグ
  - ボイシ・ホークス
  - アイダホフォールズ・チューカーズ
- 他のスポーツのマイナーリーグチーム
  - アイダホ・スタンピード （NBADL,バスケットボール）
  - アイダホ・スチールヘッズ（アイスホッケー）

アイダホ州中部には北アメリカで最古のスキー場であるサンバレーがあり、世界初のリフトが備えられた。他にヘルズ峡谷、サーモン川およびリギンズの乗船地がある。

## その他

### 同州出身の有名人
- トリー・ウィルソン - 女子プロレスラー
- ハーモン・キルブルー - 野球選手 (アメリカ野球殿堂表彰者)
- ジェイソン・シュミット - 野球選手
- ゲイリー・スティーヴンス - 元騎手
- ラナ・ターナー - 女優
- エズラ・パウンド - 詩人
- ゲイリー・ピーコック - ミュージシャン
- サラ・ペイリン - 政治家(第11代アラスカ州知事)
- エズラ・タフト・ベンソン - 末日聖徒イエス・キリスト教会 第13代 大管長
- ガットスン・ボーグラム - 彫刻家
- クリス・レイサム - 野球選手

### 州の象徴など
- 州の鳥 - ムジルリツグミ
- 州の虫 - オオカバマダラ
- 州の魚 - ノドアカマス
- 州の木 - トローブマツ
- 州の花 - バイカウツギ
- 州の石 - アイダホ・スター・ガーネット
- 州の愛称 - 宝石の州
- 州の標語 - 不滅ならんことを

### 日本の姉妹都市
- (日本) - (州内)、年
- (北海道岩見沢市) - (ポカテロ市)
- (茨城県東海村) - (アイダホフォールズ市)
- (長野県山ノ内町) - (サンバレー市)